# Гёте, Иоганн Вольфганг фон
Иога́нн Во́льфганг фон Гёте (нем. Johann Wolfgang von Goethe; 28 августа 1749, Франкфурт-на-Майне — 22 марта 1832, Веймар) — немецкий поэт, драматург, романист, учёный-энциклопедист, государственный деятель, театральный режиссёр и критик.
Среди его работ — пьесы, поэзия, литература и эстетическая критика, а также трактаты по ботанике, анатомии и цвету. Он общепринято считается величайшим и самым влиятельным писателем, пишущим на немецком языке, его творчество оказало глубокое и широкое влияние на западную литературную, политическую и философскую мысль с конца XVIII века до наших дней.
Гёте поселился в Веймаре в ноябре 1775 года после успеха своего первого романа «Страдания юного Вертера» (1774). Он был возведён в дворянское достоинство герцогом Саксен-Веймарским Карлом Августом в 1782 году. Гёте был одним из первых участников литературного движения «Буря и натиск» (нем. Sturm und Drang). В первые десять лет своего пребывания в Веймаре Гёте стал членом тайного совета герцога (1776—1785), входил в состав военной комиссии и комиссии по дорогам, руководил возобновлением добычи серебра в близлежащем Ильменау и провёл ряд административных реформ в Йенском университете. Он также участвовал в планировании ботанического парка в Веймаре и перестройке Герцогского дворца.
Первая крупная научная работа Гёте, «Метаморфозы растений», была опубликована после его возвращения из поездки по Италии в 1788 году. В 1791 году он стал директором-распорядителем театра в Веймаре, а в 1794 году завязал дружбу с драматургом, историком и философом Фридрихом Шиллером, премьеры пьес которого он ставил до самой смерти Шиллера в 1805 году. В этот период Гёте опубликовал свой второй роман «Годы учения Вильгельма Мейстера», стихотворную эпопею «Герман и Доротея», а в 1808 году — первую часть своей самой знаменитой драмы «Фауст». Его беседы и различные совместные начинания в 1790-е годы с Шиллером, Иоганном Готлибом Фихте, Иоганном Готфридом Гердером, Александром фон Гумбольдтом, Вильгельмом фон Гумбольдтом, Августом и Фридрихом Шлегелями стали называть веймарским классицизмом.
Немецкий философ Артур Шопенгауэр назвал «Годы учения Вильгельма Мейстера» одним из четырёх величайших романов, когда-либо написанных, а американский философ и эссеист Ральф Уолдо Эмерсон назвал Гёте одним из шести «представителей человечества» в своей одноимённой работе (наряду с Платоном, Эммануилом Сведенборгом, Монтенем, Наполеоном и Шекспиром). Комментарии и наблюдения Гёте легли в основу нескольких биографических работ, в частности, «Беседы с Гёте» Иоганна Петера Эккермана (1836). Его стихи были положены на музыку многими композиторами, включая Моцарта, Бетховена, Шуберта, Берлиоза, Листа, Вагнера и Малера. Состоял в Ордене баварских иллюминатов.

## Биография

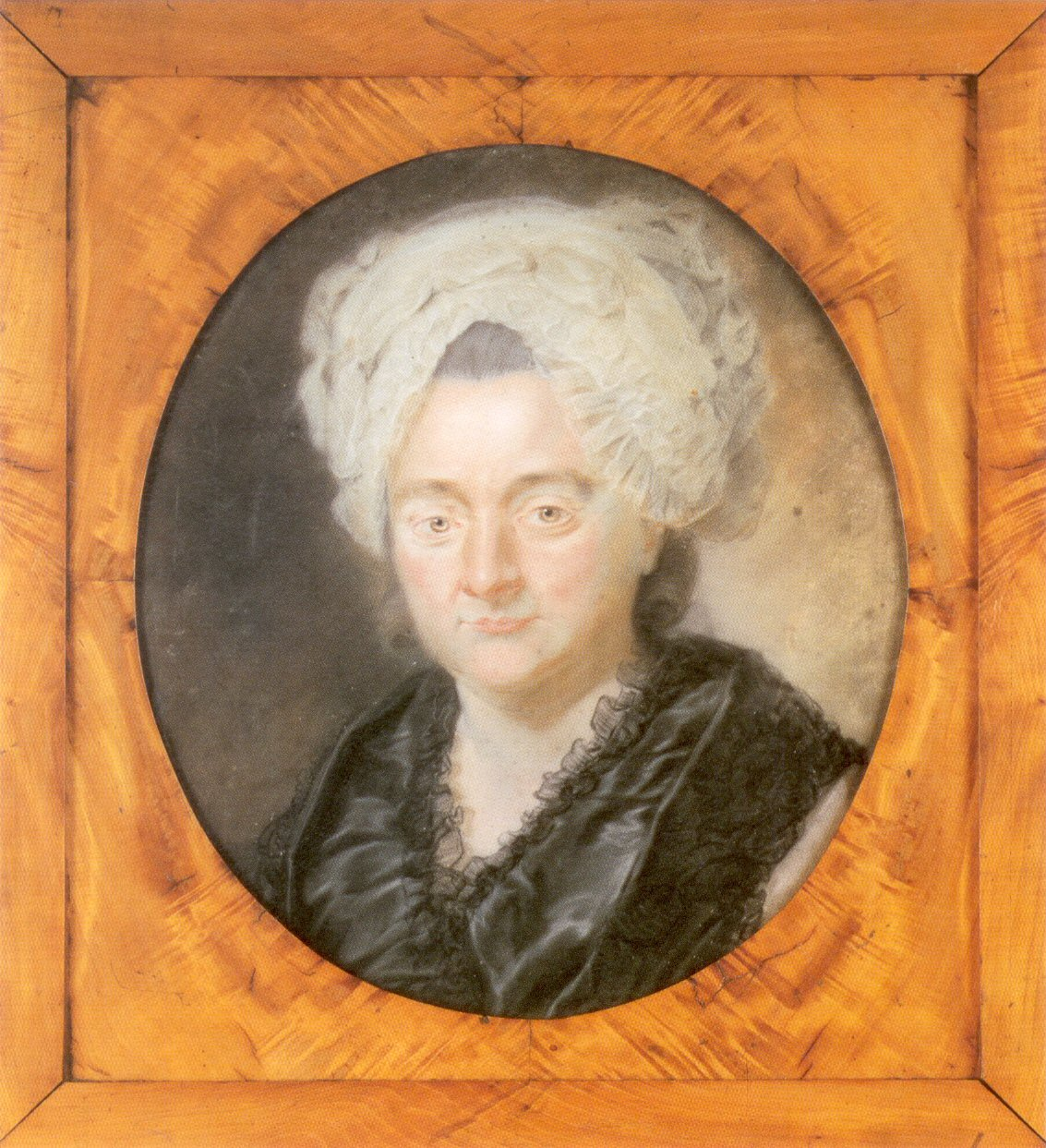
Мать Гёте Катарина Элизабет, урождённая Текстор, в 1776 году

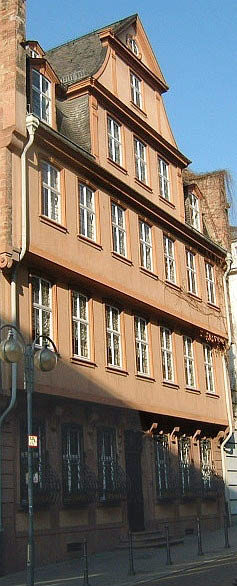
Дом во Франкфурте-на-Майне, где родился Гёте. Восстановлен в 1947—1949 годах

### Происхождение и детские годы
Иоганн Вольфганг фон Гёте родился 28 августа 1749 года в немецком торговом городе Франкфурте-на-Майне в доме, который ныне является музеем «Дом Гёте» (нем. Goethe-Haus) на улице Гросер-Хиршграбен. Его дед Фридрих Георг Гёте (1657—1730) переехал в 1687 году из Тюрингии и изменил написание фамилии (с Göthe на Goethe). Во Франкфурте он сначала работал портным, затем открыл трактир. На заработанное им состояние впоследствии жили его сын и внуки. Фридрих Георг Гёте был дважды женат, первым браком — на Анне Элизабет Лутц (1667—1700), дочери бюргера Себастьяна Лутца (ум. 1701), от которой у него было пятеро детей, в том числе Герман Якоб Гёте (1697—1761). После смерти своей первой жены в 1705 году он женился на Корнелии Шелхорн, урождённой Вальтер (1668—1754), вдове трактирщика Иоганнеса Шелхорна (ум. 1704), от которой у него было ещё четверо детей, в том числе Иоганн Каспар Гёте, отец Иоганна Вольфганга фон Гёте.
Иоганн — сын юриста и имперского советника, библиофила и коллекционера Иоганна Каспара Гёте (1710—1782) и Катарины Элизабет Гёте (урожд. Текстор, нем. Textor, 1731—1808), дочери городского старшины и верховного судьи Иоганна Вольфганга Текстора (1693—1771) и его жены Анны Маргареты Текстор (урождённой Линдхаймер; 1711—1783), дочери юриста Корнелиуса Линдхаймера (1671—1722) и его жены Элизабет Катарины Линдхаймер (урождённой Сейп; 1680—1759). Катарину выдали замуж в 17 лет за 38-летнего мужчину, к которому она не питала особых чувств, и уже через год она произвела на свет первенца, ещё год спустя — дочь Корнелию (1750—1777), которая впоследствии вышла замуж за писателя Иоганна Георга Шлоссера (1739—1799) (четверо других детей умерли в младенчестве). Катарина поддерживала переписку с Анной Амалией Брауншвейгской.
В 1756—1758 годах мальчик посещал общественную школу, затем его отец наравне с восемью репетиторами обучал сына и дочь Корнелию, предоставив им всестороннее домашнее образование: немецкий, французский, латынь, греческий, идиш, иврит, английский, итальянский языки, естественные науки, религия, рисование. В обучающую программу также входили игра на фортепиано и виолончели, верховая езда, фехтование и танцы. Благодаря своей матери, которую Иоганн называл «Frau Aja», дети через сказки на ночь и чтение Библии соприкоснулись с миром литературы. На Рождество 1753 года Иоганн Вольфганг получил от бабушки в подарок кукольный театр, где с друзьями разыгрывал представления по своим детским пьескам. Иоганн Вольфганг и его младшая сестра Корнелия пронесли свою светлую дружбу через всю жизнь.
Семейная библиотека насчитывала свыше 2000 томов, откуда маленький Иоганн впервые узнал о популярной книге про доктора Фауста. В период Семилетней войны (1756—1763) в 1759—1761 годах в их доме квартировал королевский комендант граф Торанк, открывший в городе французский театр, что способствовало знакомству юного Гёте с французской драмой и овладению французским языком.
Биографы Гёте называют его одарённым, с живым умом и темпераментом человеком, но не вундеркиндом, каким считается Моцарт.

### Учёба и первые стихи

#### Лейпциг (1765—1768)
По настоянию отца Иоганн отправился осенью 1765 года изучать юриспруденцию в Лейпцигский университет. Тогда Лейпциг был развитым в сравнении с Франкфуртом городом и назывался «Маленьким Парижем». Иоганн получал от отца ежемесячное содержание в 100 гульденов, проживал в доме «Огненный шар» на улице Ноймаркт (разрушен во Вторую мировую войну) и, помимо учёбы, предавался вдали от родителей различным увеселениям с друзьями: посещал театральные представления, устраивал дружеские вечера, выезжал в окрестности города.
Обязательным предметам Иоганн предпочитал лекции Христиана Геллерта, на которых студенты могли представить свои литературные попытки. Также Гёте регулярно посещал уроки рисования у Адама Фридриха Эзера, с 1764 года руководившего Академией живописи, став близким другом семьи Эзера и, как считается, сведя особо тесные отношения с дочерью Эзера Фридерикой, с которой он и после отъезда из Лейпцига длительное время поддерживал переписку. Эзер активно поддерживал деятельность поэта в Веймаре, где Эзер был представлен герцогскому двору. Дружба между ним и Гёте длилась всю жизнь. Благодаря влиянию Эзера Гёте познакомился с работами Винкельмана, оставаясь верным его теории и в последующем. Позже в своём письме из Франкфурта Гёте признавался своему старому учителю, что узнал от него больше, чем за всё время обучения в университете.

У меня громадное преимущество, — говорил Гёте Эккерману, — благодаря тому, что я родился в такую эпоху, когда имели место величайшие мировые события, и они не прекращались в течение всей моей длинной жизни, так что я — живой свидетель Семилетней войны, отпадения Америки от Англии, затем Французской революции и, наконец, всей наполеоновской эпохи, вплоть до гибели героя и последующих событий. Поэтому я пришёл к совершенно другим выводам и взглядам, чем это доступно другим, которые сейчас только родились и которые должны усваивать эти великие события из непонятных им книг.

В Лейпциге Гёте влюбляется в дочь трактирщика Анну Катарину Шёнкопф, которой посвящает сборник из девятнадцати анакреонтических стихотворений «Аннете» (1767), проиллюстрированный и изданный в рукописном варианте его другом Эрнстом Вольфгангом Беришем. В 1769 году из-под пера юного Гёте выходит второй сборник с заглавием «Новые песни».
В июле 1768 года у Гёте открылось кровотечение из-за обострения туберкулёза, и потому в августе он вернулся домой во Франкфурт без учёной степени на горе отцу. Сложный, неуживчивый характер главы семейства увеличивал непонимание между отцом и сыном.

#### Франкфурт и Страсбург (1768—1771)
Долгое выздоровление обратило мысли юного Гёте к мистике и религии. Именно в этот период происходит первое глубокое осознание личности Фауста. В 1769 году Гёте завершает начатую ещё в Лейпциге свою первую комедию «Совиновники» (нем. Die Mitschuldigen).

В апреле 1770 года он возвращается к учёбе, теперь уже в Страсбургском университете. Здесь происходит знакомство Гёте с богословом, искусствоведом и литератором Иоганом Гердером, открывшим ему своё особое видение народной немецкой поэзии. В Страсбурге Гёте находит себя как поэт. Он завязывает отношения с молодыми писателями, впоследствии видными деятелями эпохи «Бури и натиска» (Ленц, Вагнер), собирает народное творчество (ряд его записей Гердер включил в свой сборник «Голоса народов в песнях»).

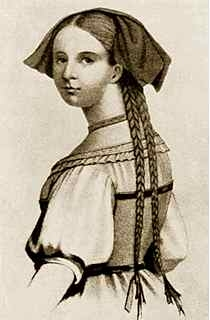
Фридерика Брион

В 1770 году, во время одной из поездок со своим сокурсником по Эльзасу, Гёте знакомится в семье провинциального пастора Иоганна Якоба Бриона с его младшей дочерью Фридерикой Брион и влюбляется в неё. Ей он посвятил лучшие стихотворения страсбургского периода: «Фридерике Брион», «Свидание и разлука», «Майская песня». Фридерика, которую все уже считали невестой Гёте, узнала о разрыве отношений из письма. История любви Гёте и Фридерики Брион легла в основу оперетты Франца Легара «Фридерика» 1928 года.
Летом 1771 года Гёте представил к защите свою диссертационную работу (не сохранилась), где осветил вопрос взаимодействия государства и церкви. Богословы Страсбурга оскорбились идеями и назвали Гёте «безумным противником религии», декан настаивал не допускать студента к защите. Университет разрешил Гёте получить степень лиценциата, и Гёте выставил к защите 56 тезисов. В последнем тезисе он рассматривал вопрос допустимости смертной казни для детоубийц. Свои положения позже он развил в драме «Трагедия Гретхен» (нем. Gretchentragödie) 1772 года после свидетельства исполнения приговора девушке за умерщвление своего ребёнка.

### Франкфурт, Вецлар, Веймар (1771—1775)
Последующие четыре года Гёте занимается адвокатской практикой во Франкфурте. Но важным для себя он считал именно публицистическую деятельность. Его пьеса «Гёц фон Берлихинген» (1773) приносит ему первый литературный успех и становится манифестом для «Бури и натиска». В мае 1772 года Гёте по настоянию отца отправился в город Вецлар для прохождения юридической практики. Невеста его знакомого Шарлотта Буфф не ответила на чувства Гёте, и тот покинул город. Спустя 18 месяцев писатель за четыре недели оформил свой опыт в литературное произведение «Страдания юного Вертера». Роман имел оглушительный успех, прославил своего автора на всю Европу и принёс трагический Эффект Вертера. 

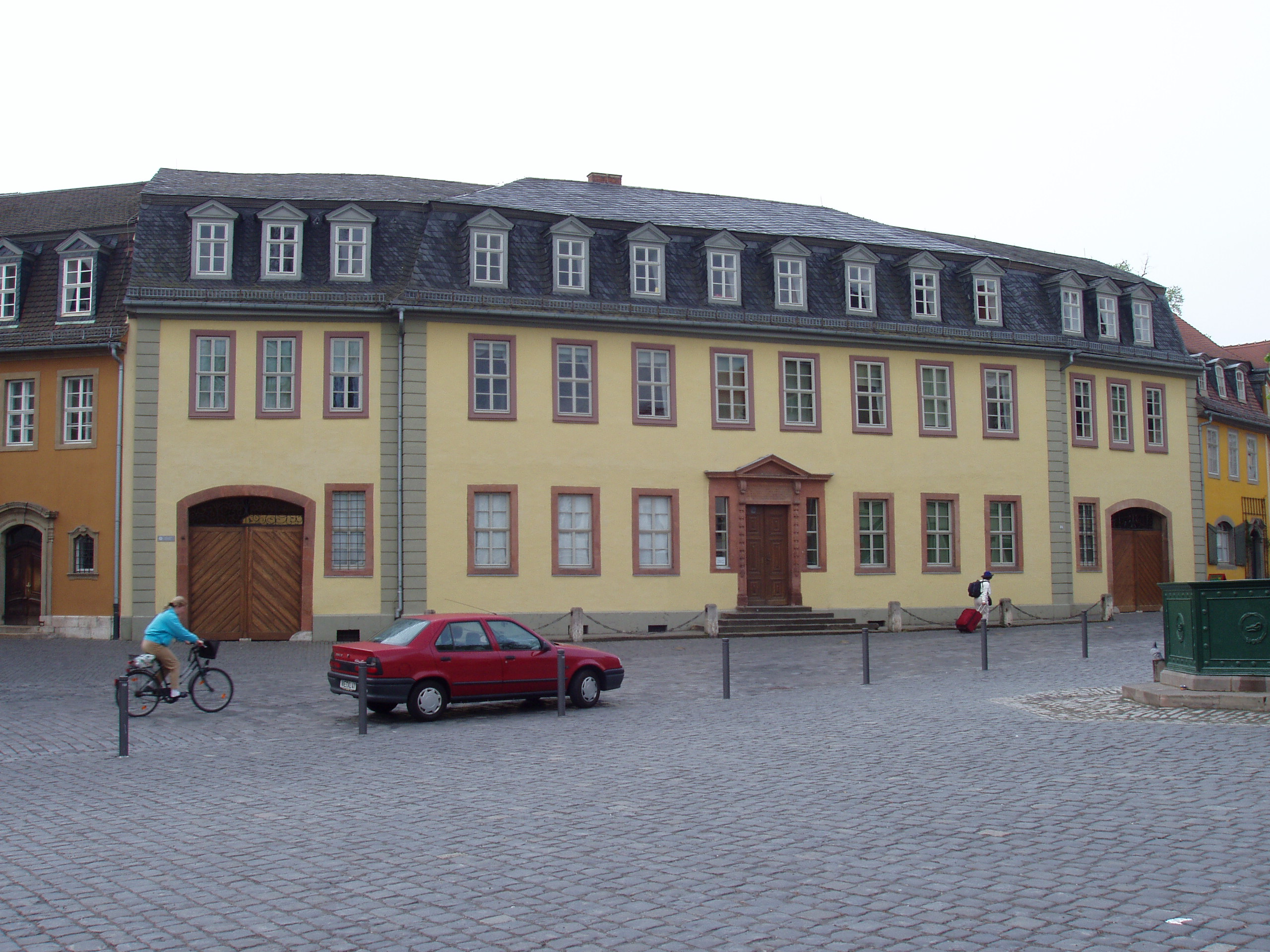
Дом Гёте в Веймаре

На Пасху 1775 года состоялась помолвка Гёте с дочерью Франкфуртского банкира Лили Шёнеман. По причине религиозных и прочих несогласованностей в октябре помолвку расторгли по инициативе матери невесты. В отчаянии от случившегося Гёте принял приглашение 18-летнего герцога Карла Августа и переехал к веймарскому двору, где и прожил свою жизнь. Прославившегося автора хорошо приняли при дворе, поручили курировать дворцовый театр и служить советником герцога с годовым окладом в 1200 талеров. Проведение реформ, борьба с коррупцией, руководство Йенским университетом позволили Гёте претендовать на дворянский титул, что давало право работать в суде и в госструктурах. Гёте оказался на пике влияния и успеха в 33 года, отчего завистники и недоброжелатели подвергали его «придворной критике» и ругали стихи.
Работа оставляла совсем немного времени для творчества. В этот период Гёте занимается научными вопросами горнодобывающей и лесной промышленности и сельского хозяйства, геологии и минералогии, ботаники и остеологии.

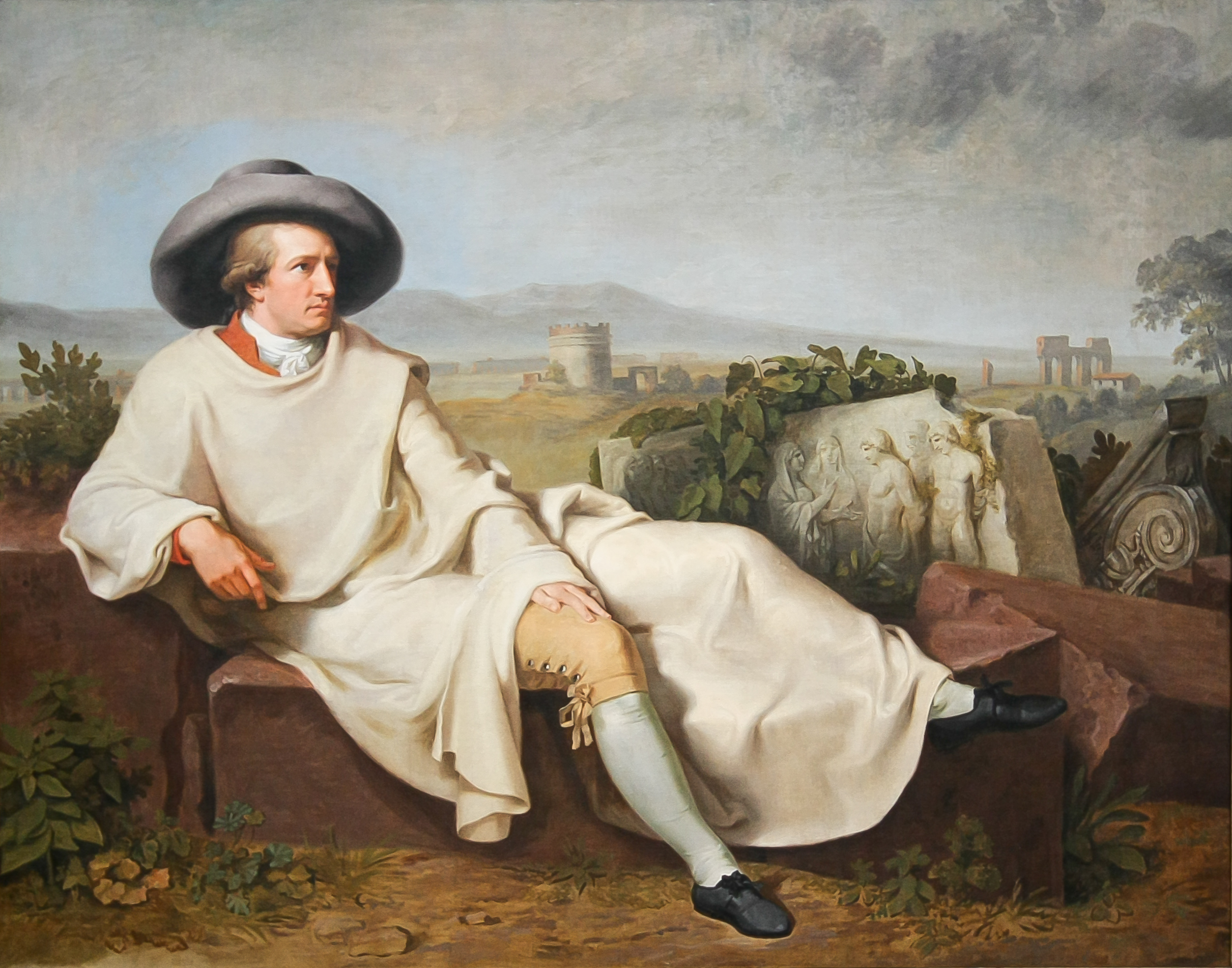
И. Г. Тишбейн. Гёте в Римской Кампанье. 1787. Холст, масло. 164 x 206 см. Штеделевский художественный институт, Франкфурт-на-Майне

### Италия (1786—1788)

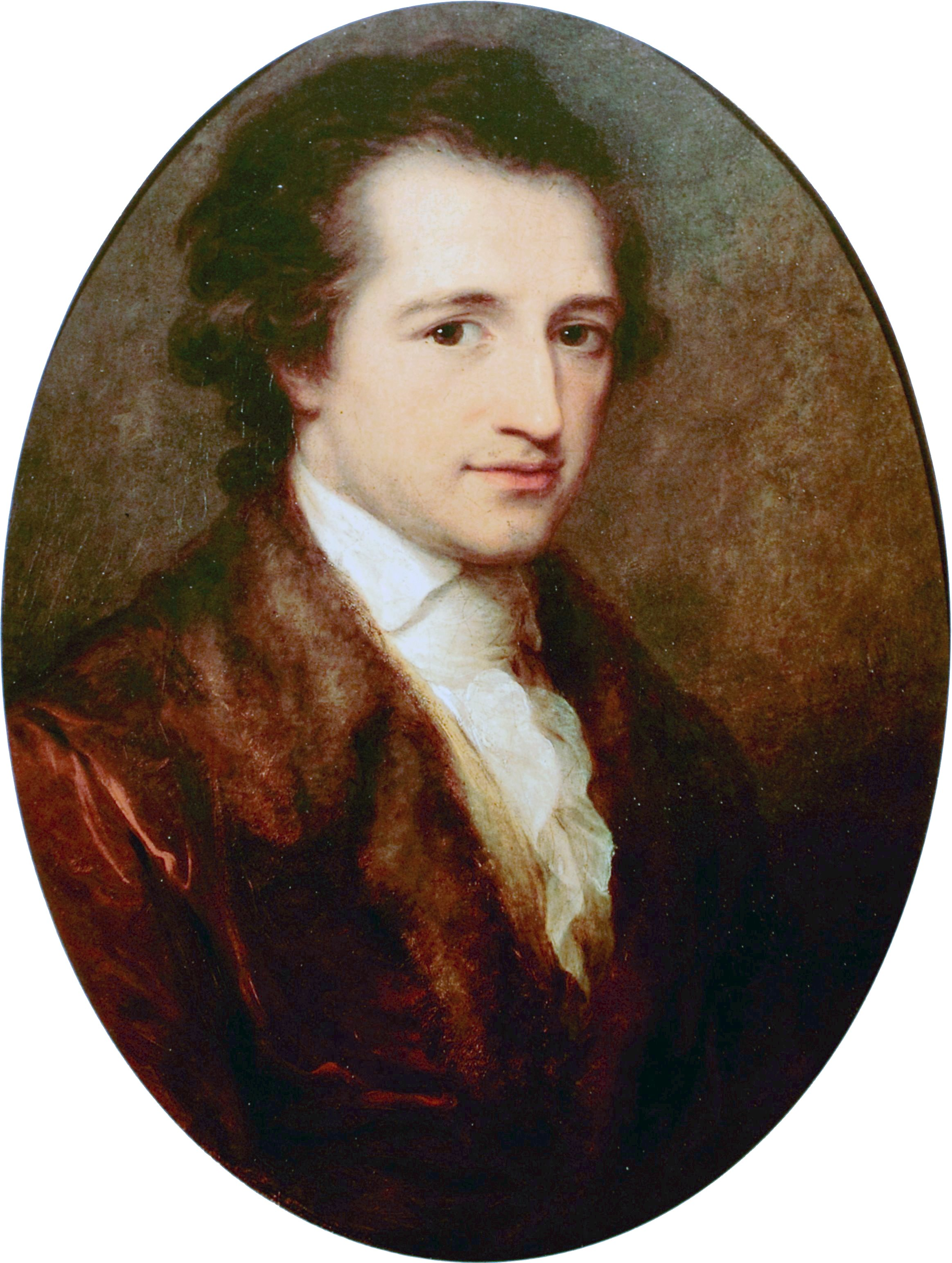
А. Кауфман. Портрет Гёте в 38 лет. 1787. Холст, масло. Музей Гёте, Веймар

В середине 1780-х Гёте испытывает творческий и эмоциональный кризис — его тяготит придворная жизнь, тяжек груз от полномочий и ответственности, отношения с Шарлоттой фон Штейн не развиваются, а из-под пера не выходят свежие произведения. Практически тайно от всех Гёте выезжает в Италию инкогнито под именем Иоганна Филиппа Мёллера.
Останавливаясь в Вероне, Виченце и Венеции Гёте приезжает в Рим лишь в ноябре. Отсюда он совершает поездки в Неаполь, Флоренцию, Сиену, Сицилию, Парму, Милан. В Риме Гёте познакомился с художником Йоханном Тишбейном, который написал самый известный портрет писателя, другими немецкими и итальянскими представителями творчества и архитектуры. День прибытия в Рим немецкий поэт далее отмечал в течение всей жизни «как римский день рождения»: такое значение он придавал первому посещению Вечного города. Этому обычаю в дальнейшем последовали многие другие писатели, философы, художники, прибывающие в Рим и также отмечавшие «римский день рождения». Сам Гёте написал в «Итальянском путешествии»:

 Через Тирольские горы я словно бы перелетел. Верону, Виченцу, Падую, Венецию осмотрел добросовестно, Феррару, Ченто, Болонью — бегло, а Флоренцию разве что увидел краем глаза. Страстное желанье скорее попасть в Рим было так велико, так вырастало с каждым мгновением, что о задержке в пути не могло быть и речи, и я всего три часа пробыл во Флоренции. Но вот я здесь, я успокоился, и, как мне кажется, успокоился до конца своих дней. Ибо смело можно сказать — жизнь начинается сызнова, когда твой взор объемлет целое, доселе известное тебе лишь по частям (из первого итальянского путешествия. Рим, 1 ноября, 1786)
В Италии Гёте ощущает «творческий подъём» и завершает «Торквадо Тассо» Буря и натиск (нем. Torquato Tasso), «Иффигению» (нем. Iphigenie auf Tauris), «Эгмонт» (нем. Egmont). Основываясь на своих дневниках он описал в 1813—1817 годах своё «Итальянское путешествие».

### Веймарский классицизм (начиная с 1789 года)

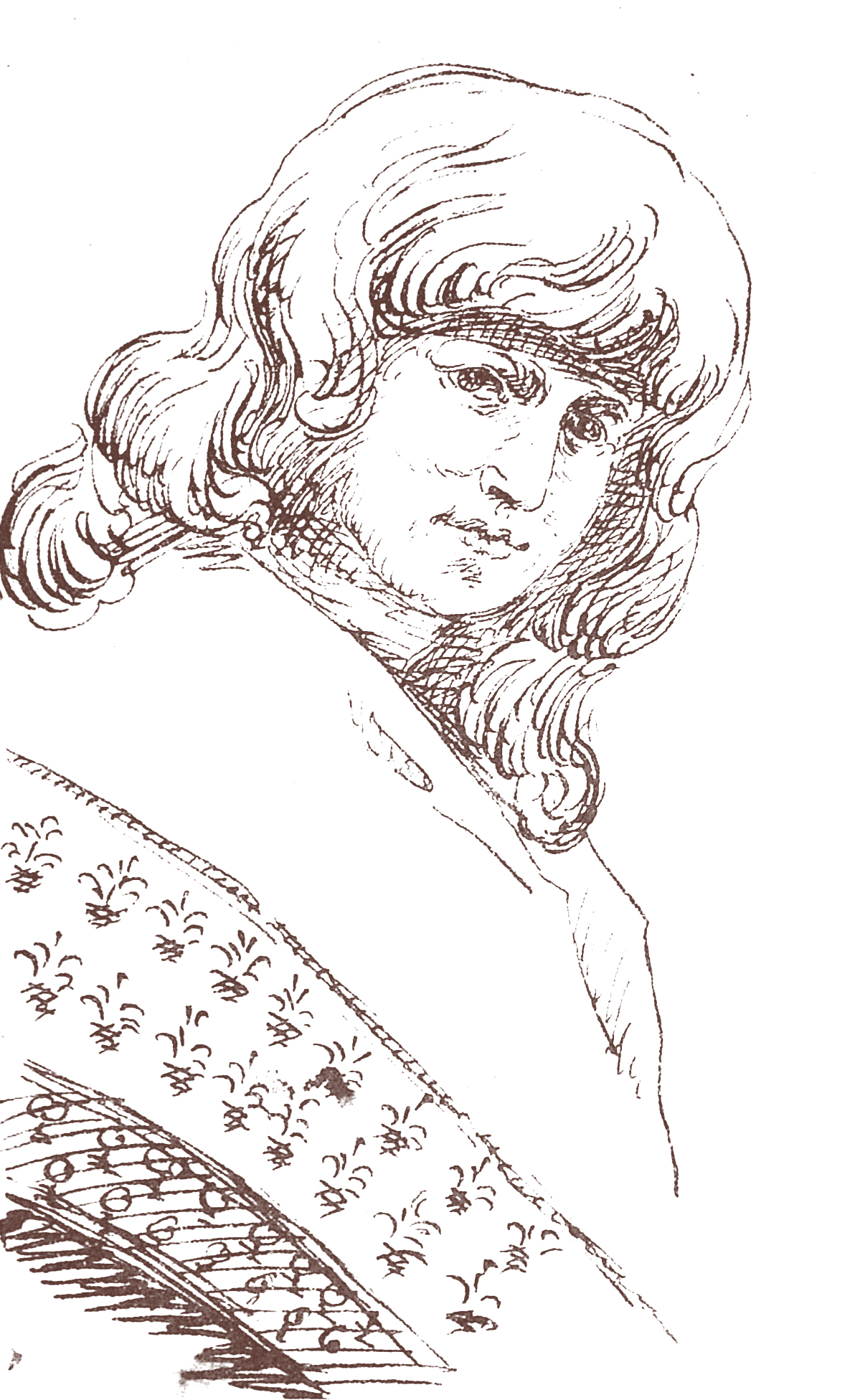
Портрет Кристианы Вульпиус работы Гёте

Сразу по возвращении к своим обязанностям в Веймаре Гёте, пропитанный итальянским вдохновением, начинает любовный роман с 23-летней модисткой Кристианой Вульпиус. Мать Гёте называла любовницу сына «сокровище ложа» (нем. Bettschatz) и не одобряла выбора сына. Кристиане не позволялся вход в высшее общество, и она оставалась в тени, исправно рожая Гёте детей. После появления на свет сына Августа писатель Гёте в этот период просил руки 21-летней Генриетты фон Лютвитц, но её отец не дал согласия на брак.
Официальные отношения с Кристианой будут оформлены лишь спустя 18 лет — 14 октября 1806 года. На кольцах Гёте заказал гравировку этой даты, когда ей удалось спасти семью от мародёров после битвы при Йене.
В 1792 году Гёте сопровождал герцога Карла Августа, командовавшего полком в прусской армии, во время австро-прусского похода против революционной Франции. Гёте стал свидетелем сражения при Вальми и, согласно своим воспоминаниям, после сражения он сказал прусским офицерам: «Здесь и отныне началась новая эпоха всемирной истории, и вы вправе говорить, что присутствовали при её рождении».
Гёте, в отличие от многих немецких интеллектуалов, не был охвачен патриотическим энтузиазмом во время антифранцузской освободительной войны. Народная масса казалась ему слишком неподготовленной, противника он считал слишком могучим (с Наполеоном он свиделся 2 октября 1808 год в Эрфурте, с любопытством наблюдая в нём как учёный, всемирно-историческое явление), за подъёмом народного духа он не видел впереди определённой общенациональной программы. В публицистике последних лет Гёте, отвергая национализм и мистические стороны немецкого романтизма, высоко оценивал романтизм Байрона. В полемике против националистических тенденций, развившихся в Германии в период после наполеоновских войн, Гёте выдвигал идею «мировой литературы».
Гёте долго состоял в переписке с Беттиной Брентано, сестрой знаменитого поэта Клеменса Брентано. Она была влюблена в него, но затем вышла замуж за другого поэта — Ахима фон Арнима. После смерти своей жены в 1816 году, в 1821 году, в 72 года, Гёте влюбился в 17-летнюю Ульрику Левецов. Он намеревался на ней жениться, но друзья воспротивились этому.
Гёте скончался 22 марта 1832 года в Веймаре.

## Творчество Гёте
Энтони Графтон называет Гёте «образцом того, как античные идеалы обогащали современную культуру».

### Раннее творчество
Первым значительным произведением Гёте этой новой поры является «Гёц фон Берлихинген» (первоначально «Gottfried von Berlichingen mit der eisernen Hand»), 1773) — драма, произведшая на современников огромное впечатление. Она выдвигает Гёте в первые ряды немецкой литературы, ставит его во главе писателей периода «Бури и натиска». Своеобразие этого произведения, написанного прозой в манере исторических хроник Шекспира, не столько в том, что оно реабилитирует национальную старину, драматизируя историю рыцаря XVI века, — так как уже Бодмер, Э. Шлегель, Клопшток, а в конце XVII века Лоэнштейн («Арминий и Туснельда») обращались к древним периодам германской истории, — сколько в том, что эта драма, возникая за пределами литературы рококо, вступает также в противоречие с литературой Просвещения, наиболее влиятельным доселе течением культуры. Образ борца за социальную справедливость — типичный образ литературы Просвещения — получает у Гёте необычную интерпретацию. Рыцарь Гёц фон Берлихинген, печалящийся о положении дел в стране, возглавляет крестьянское восстание; когда же последнее принимает острые формы, отходит от него, проклиная переросшее его движение. Установленный правопорядок торжествует: пред ним равно бессильны революционное движение масс, истолкованное в драме как развязанный хаос, и личность, пытающаяся противопоставить ему «своеволие». Гёц находит свободу не в мире людей, но в смерти, в слиянии «с матерью-природой». Значение символа имеет заключительная сцена пьесы: Гёц выходит из темницы в сад, видит безграничное небо, его окружает оживающая природа: «Господь Всемогущий, как хорошо под Твоим небом, как хороша свобода! Деревья распускают почки, весь мир исполнен упований. Прощайте, дорогие! Корни мои подрублены, силы меня оставляют». Последние слова Гёца: «О, какой небесный воздух! Свобода, свобода!» Интерес Гёте к Шекспиру проявлялся и ранее: так, за два года до публикации «Гёц фон Берлихингена» Гёте выступил с речью «Ко дню Шекспира», в которой бурно хвалит новаторство и доступность Шекспира широкой публике.

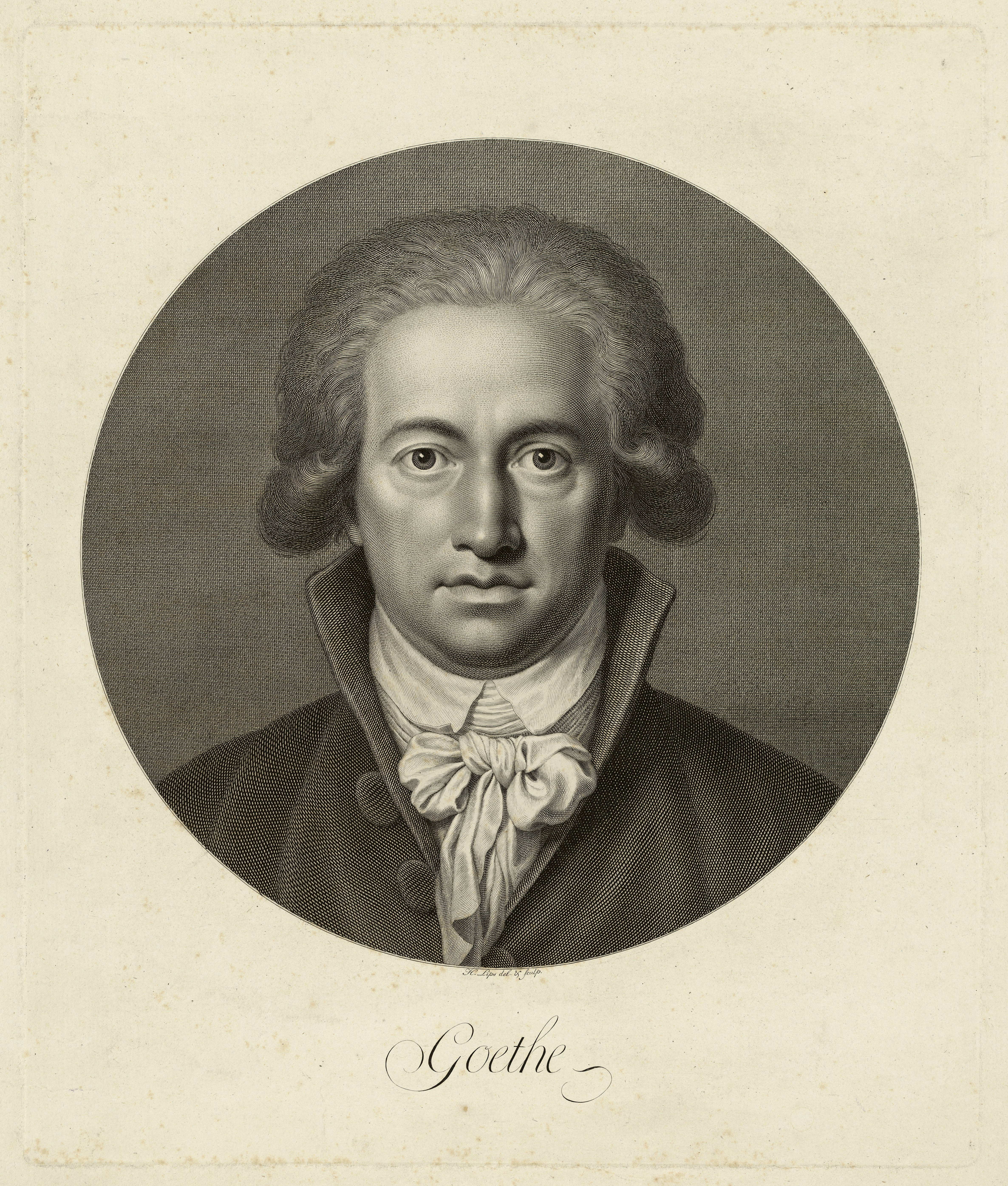
Гравюра работы Иоганна Липса, 1791 год

### Некоторые произведения
- «О немецком зодчестве» (1773)
- «Гёц фон Берлихинген» (1773)
- «Клавиго» (1774)
- «Страдания юного Вертера» (1774)
- «Ифигения в Тавриде» (1779—1788)
- «Торквато Тассо» (1780—1789)
- «Лесной царь» (1782)
- «Эгмонт» (1788)
- «Опыт о метаморфозе растений» (1790)
- «Рейнеке-лис» (1792)
- «Герман и Доротея», (1794)
- «Четыре времени года» (1796)[35]
- «Фауст» (1774—1832)
- «К теории цвета» (1810)
- «Свободолюбие» (1815)
- «Западно-восточный диван» (1819)
- «Поэзия и правда» (автобиографическое сочинение) (1811—1831)

#### «Страдания юного Вертера»
«Страдания юного Вертера» (1774) — роман в письмах, самое совершенное создание Гёте периода «Бури и натиска». Если «Гёц фон Берлихинген» сделал имя Гёте широко известным в Германии, то «Вертер» дал автору мировую славу. В романе изображён конфликт между человеком и миром, принявший форму любовной истории. Вертер — романтик, сильная в своём понимании личность. Финальным выстрелом юноша бросает вызов жестокому, несправедливому миру и живущим в нём тщеславным людям. Он отвергает законы нынешней бюргеровской Германии и предпочитает умереть, но не уподобиться напыщенным, льстивым людям. Он — антипод Прометея, и всё же Вертер-Прометей — конечные звенья одной цепи образов Гёте периода «Бури и натиска». Их бытие в равной мере развёртывается под знаком обречённости. Вертер опустошает себя в попытках отстоять реальность вымышленного им мира, Прометей стремится увековечить себя в создании «свободных», независимых от власти Олимпа существ, создаёт рабов Зевса, людей, подчинённых выше их стоящим, трансцендентным силам.

#### «Ифигения»
Ифигения — героиня одноимённой драмы — спасает своего брата Ореста и его друга Пилада, которых как чужестранцев ждёт смерть на берегах Тавриды, тем, что предаёт свою и их судьбу в руки Тоанта — царя Тавриды, отказываясь от иных, предложенных Пиладом, путей спасения. Этим поступком она снимает с рода Тантала тяготеющее над ним проклятие. Своеволие Тантала искуплено Ифигенией, отрекающейся от своеволия. Наряду с Ифигенией Орест — глубоко знаменательная фигура. В начале драмы он, гонимый фуриями, объят зловещим беспокойством. Всё его существо охвачено смятением, неистовством; конец драмы приносит ему исцеление. В его душе, обновлённой Ифигенией, воцаряется мир. Орест, подобно Гёцу и Вертеру, надеялся найти освобождение в смерти; подобно Прометею, он видел в олимпийцах существ, враждебных человеку; подобно многим персонажам эпохи «Бури и натиска», он не в силах был нигде обрести «отдыха и покоя» [ср. стихотворение «Jägers Nachtlied» — «Ночная песнь охотника» («никогда, ни дома, ни в поле, не находит ни отдыха, ни покоя…»)]. Ифигения исцеляет его. В финале пьесы он действует как ей подобный. Орест — двойник Гёте, преодолевающего «Бурю и натиск».

#### Римские элегии
Центральный образ «Элегий» — поэт (Гёте), преисполненный языческой радостью жизни, приобщающийся к миру античной культуры («Здесь я у древних учусь… На этой классической почве нынешний век и минувший понятнее мне говорят», V элегия), видящий мир глазом скульптора («Гляжу осязающим глазом, зрящей рукой осязаю», там же). Он отдаётся радостям чувственной любви, но любовь теперь истолковывается не как сила, сближающая человека со смертью, но как явление, свидетельствующее о прочности земных связей. Герой «Элегий» берёт у жизни всё, что она может ему дать, не порывается к недоступному.

#### «Эгмонт»
Фоном для трагедии «Эгмонт» служит борьба Нидерландов с испанским господством. Однако Эгмонт, поставленный в положение борца за национальную независимость, не охарактеризован как борец, любовник в нём заслоняет политика. Живя мгновением, он отрекается от посягательства на волю судьбы, на волю истории. Такова эволюция образа борца за лучшую действительность в творчестве Гёте. На смену умеющему бороться и ненавидеть Гёцу является Эгмонт, предоставляющий жизни идти своим установленным путём и погибающий из-за своей беспечности.

#### «Торквато Тассо»
В 1790 Гёте заканчивает драму «Торквато Тассо», в которой показано столкновение двух натур: поэта Тассо (в образе которого частично оживает Вертер), не умеющего подчинить себя законам окружающей среды (обычаям и нравам Феррарского двора), и придворного Антонио (статс-секретаря герцога Феррары), добровольно следующего этим законам, нашедшего душевный мир в отказе от посягательств на нормы придворного быта. Попытки Тассо противопоставить воле двора волю своего независимого «я» оканчиваются потрясающей Тассо неудачей, которая вынуждает его в финале пьесы признать житейскую мудрость Антонио («…я крепко за тебя хватаюся обеими руками. Так за скалу хватается пловец, которая разбить его грозила»). Драма вводит нас в психический мир самого Гёте — бывшего штюрмера, подчинившегося законам веймарского двора.

#### Баллады
В 1797 году Гёте и Шиллер провели состязание в написании баллад («год баллад»), дав таким образом толчок развитию жанра. Среди баллад, написанных Гёте — «Коринфская невеста» («Die Braut von Korinth»), «Кладоискатель» («Der Schatzgräber»), «Бог и баядерка» («Der Gott und die Bajadere»), «Ученик чародея» («Der Zauberlehrling»). В своих балладах Гёте затрагивал любовные взаимоотношения и стремился, по утверждению критиков, «постичь таинства мироздания, заглянуть в бездну».

#### «Годы учения Вильгельма Мейстера»
Сын зажиточных бюргеров Вильгельм Мейстер отказывается от актёрской карьеры, которую он было избрал как единственно позволяющую бюргеру развить все его физические и духовные дарования, стать независимым в условиях феодального окружения, даже играть заметную роль в жизни страны [«На подмостках образованный человек (бюргер) такая же блестящая личность, как и представитель высшего класса» (дворянства)]. Он отказывается от своей мечты и кончает тем, что, преодолев свою бюргерскую гордость, отдаёт себя всецело в распоряжение некоего тайного дворянского союза, который стремится сплотить вокруг себя людей, имеющих основания бояться революционного переворота (Ярно: «Наша старая башня даст начало обществу, которое может распространиться по всем частям света… Мы взаимно гарантируем друг другу существование на тот единственно случай, если государственный переворот окончательно лишит кого-нибудь из нас его владений»). Вильгельм Мейстер не только не посягает на феодальную действительность, но даже готов рассматривать свой сценический путь как некоторое «своеволие» по отношению к ней, поскольку он пришёл к театру, окрылённый стремлением возвыситься над этой действительностью, развить в себе желающего господства бюргера.
Очень знаменательна эволюция, происшедшая с образом Прометея, который вновь возникает в творчестве Гёте в начале XIX в. («Пандора»). Некогда мятежный противник Зевса изображается теперь лишённым своего былого бунтарского пыла, он уже только искусный ремесленник и мудрый покровитель людских ремёсел, его дополняет Эпиметей, являющийся центральным персонажем пьесы, созерцатель, человек, решительно сторонящийся борьбы, бунта. В «Пандоре» встречаются слова, столь типичные для мировоззрения Гёте веймарского периода: «Величаво вы начинаете, титаны, однако только богам дано вести к вечно доброму, вечно прекрасному, предоставьте им действовать… ибо с богами не должен равняться ни один человек». Установленный порядок торжествует, личность должна отречься от посягательств на него, она должна действовать в строго очерченных, предуказанных ей пределах. В эпоху «Бури и натиска» Гёте любовался мятежной дерзостью своих героев. Теперь он любуется их терпением, их готовностью к самоограничению, к отречению от «произвола». Мотив отречения становится основным мотивом в произведениях зрелого и старого Гёте. На отречение, на умение ограничивать свои стремления Гёте и его персонажи смотрят как на высшую добродетель, почти как на закон природы. Характерен подзаголовок романа «Годы странствий Вильгельма Мейстера» — «Отрекающиеся», намекающий на «союз отрекающихся», к которому принадлежит основная масса действующих лиц романа (Мейстер, Ленардо, Ярно-Монтан и др.). Члены союза обязуются отречься от посягательств на существующий политический строй («Непременное обязательство… — не касаться никаких форм правления… подчиняться каждой из них и не выходить из пределов её власти»), они учатся обуздывать свои порывы, добровольно принимая на себя выполнение различных обетов. В своих произведениях веймарского периода Гёте точно стремится исчерпать все возможные виды людского отречения: он показывает религиозное отречение («Признания прекрасной души», VI гл. «Годов учения»), любовное отречение («Избирательное сродство» — роман, в котором атмосфера жертвенного отречения достигает высокой напряжённости, «Мариенбадская элегия») и др.

#### «Фауст»

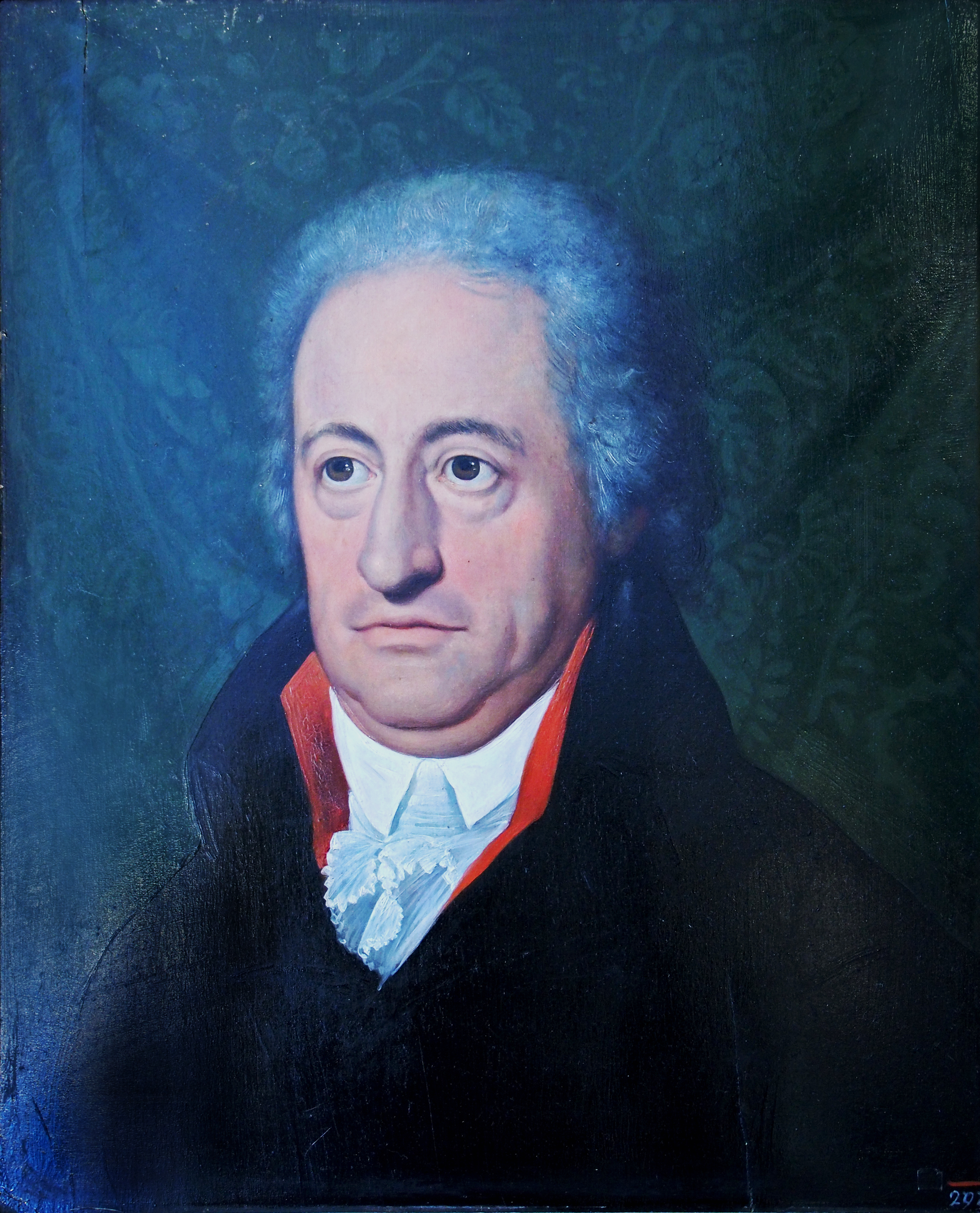
Портрет Гёте кисти Фердинанда Ягемана, 1806 год

Наиболее известным созданием Гёте является его трагедия «Фауст», над которой он работал всю жизнь.
В истории написания «Фауста», как правило, выделяют четыре основных периода:
- Начальный период (1768—1775) — первый вариант драмы, так называемый «Прафауст» («Urfaust»), написанный в 1773—1775 годах.
- Второй период (1788—1790). «Прафауст» дополнен рядом сцен. В 1790 году впервые напечатан неполный текст первой части под названием: «Фауст. Фрагмент» («Faust. Ein Fragment»).
- Третий период (1797—1808). Гёте завершает первую часть Фауста. В 1800 году как отдельный эпизод «Фауста» была написана «Елена» («Helene»). В 1806 году первая часть трагедии была окончательно готова. В 1808 году в печати появляется полностью первая часть трагедии (кроме «Елены»).
- Четвёртый период (1825—1831). Гёте интенсивно работает над второй частью «Фауста». В 1828 году он публикует значительно дополненную «Елену». В июне 1831 года вторая часть «Фауста» была закончена. В январе 1832 года Гёте вносит в рукопись мелкие поправки. В 1832 году, уже после смерти Гёте, выходит в свет вторая часть «Фауста».

В «Прафаусте» Фауст — обречённый бунтарь, напрасно стремящийся к проникновению в тайны природы, к утверждению власти своего «я» над окружающим миром. Только с появлением пролога «на Небе» (1800) трагедия усваивает те очертания, в которых привык её видеть современный читатель. Дерзания Фауста получают новую (заимствованную из Библии — Книга Иова) мотивировку. Из-за него спорят Бог и Сатана (Мефистофель), причём Бог предсказывает Фаусту, которому, как и всякому ищущему человеку, суждено ошибаться, спасение, ибо «честный человек в слепом исканьи всё ж твёрдо сознаёт, где правый путь»: этот путь — путь неустанных стремлений к открытию действительно значительного смысла жизни. Подобно Вильгельму Мейстеру, Фауст, прежде чем обнаружить конечную цель своего существования, проходит ряд «образовательных ступеней». Первая ступень — его любовь к наивной мещаночке Гретхен, кончающаяся трагически. Фауст покидает Гретхен, и та, в отчаянии убив родившегося ребёнка, погибает. Но Фауст не может поступить иначе, он не может замкнуться в узкие рамки семейного, комнатного счастья, не может желать судьбы Германа («Герман и Доротея»). Он бессознательно стремится к более грандиозным горизонтам. Вторая ступень — его союз с античной Еленой, который должен символизировать жизнь, посвящённую искусству.
Фауст, окружённый аркадскими рощами, на время находит успокоение в союзе с прекрасной гречанкой. Но ему не дано остановиться и на этой ступени, он всходит на третью и последнюю ступень. Окончательно отказываясь от всяких порывов в потустороннее, он, подобно «отрекающимся» из «Годов странствований», решает посвятить свои силы служению обществу. Задумав создать государство счастливых, свободных людей, он начинает на отвоёванной у моря земле гигантскую стройку. Однако вызванные им к жизни силы обнаруживают тенденцию в сторону эмансипации от его руководства. Мефистофель в качестве командующего торговым флотом и начальника строительных работ, вопреки приказаниям Фауста, уничтожает двух старичков-земледельцев — Филемона и Бавкиду, живущих в своей усадьбе возле древней часовенки. Фауст потрясён, но он, всё же продолжая верить в торжество своих идеалов, до самой смерти руководит работами. В конце трагедии ангелы возносят душу умершего Фауста на небо. Заключительные сцены трагедии в гораздо большей степени, чем другие произведения Гёте, насыщены пафосом творчества, созидания, столь характерным для эпохи Сен-Симона.
Трагедия, писавшаяся в течение почти 60 лет (с перерывами), была начата в период «Бури и натиска», окончена же в эпоху, когда в немецкой литературе господствовала романтическая школа. Естественно, что «Фауст» отражает все те этапы, по которым следовало творчество поэта.
Первая часть находится в ближайшей связи со штюрмерским периодом творчества Гёте. Тема покинутой возлюбленным девушки, в приступе отчаяния становящейся детоубийцей (Гретхен), была весьма распространена в литературе «Бури и натиска» (ср. «Детоубийца» Вагнера, «Дочь священника из Таубенгейма» Бюргера и пр.). Обращение к веку пламенной готики, книттельферсу, насыщенный вульгаризмами язык, тяга к монодраме — всё это говорит о близости к «Буре и натиску». Вторая часть, достигающая особенной художественной выразительности в «Елене», входит в круг литературы классического периода. Готические контуры уступают место древнегреческим. Местом действия становится Эллада. Очищается лексика. Книттельферс сменяется стихами античного склада. Образы приобретают какую-то особую скульптурную уплотнённость (пристрастие старого Гёте к декоративной интерпретации мифологических мотивов, к чисто зрелищным эффектам: маскарад — 3-я картина I акта, классическая Вальпургиева ночь и т. п.). В заключительной же сцене «Фауста» Гёте уже отдаёт дань романтизму, вводя мистический хор, открывая Фаусту католические небеса.
Подобно «Годам странствований Вильгельма Мейстера», вторая часть «Фауста» в значительной степени является сводом мыслей Гёте о естественных науках, политике, эстетике и философии. Отдельные эпизоды находят своё оправдание исключительно в стремлении автора дать художественное выражение какой-нибудь научной либо философской проблеме (ср. стихотворение «Метаморфозы растений»). Всё это делает вторую часть «Фауста» громоздкой и — так как Гёте охотно прибегает к аллегорической маскировке своих мыслей — весьма затруднительной для понимания. Согласно записям поэта в дневнике, «главное дело» всей жизни было завершено в середине июля 1831 года. Поэт поставил точку во второй части «Фауста» 22 июля, а в августе рукопись была запечатана в конверт, с указанием раскрыть и опубликовать её только после его смерти. В начале марта 1832 года, во время прогулки в открытой карете Гёте простудился: катар верхних дыхательных путей, предположительно, инфаркт и общее ослабление лёгких привели к его кончине в 11:30 22 марта 1832 года. Вторая часть «Фауста» вышла в том же году 41-м томом в Собрании Сочинений.

## Естественнонаучные работы

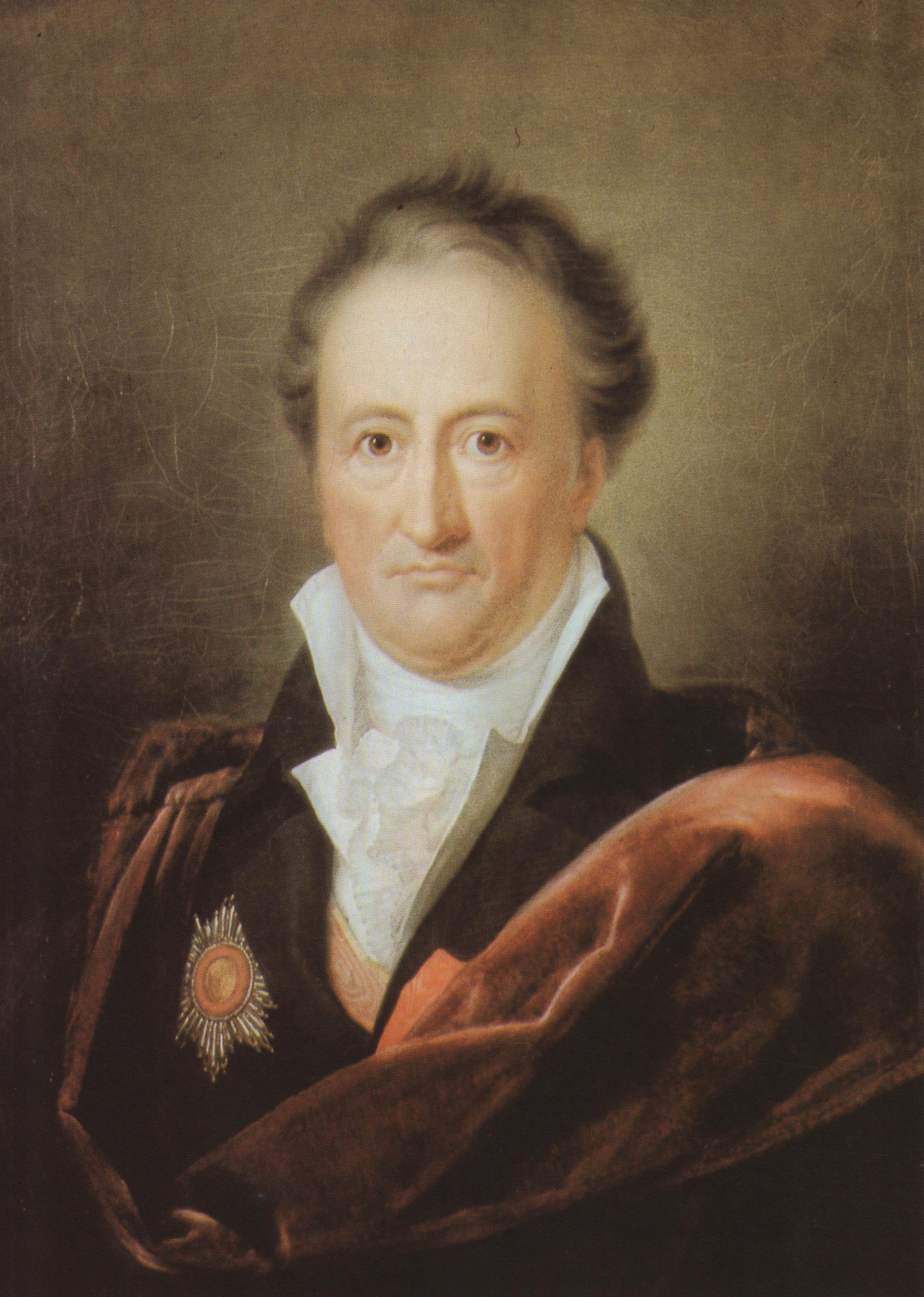
Портрет Гёте. Герхард фон Кюгельген, 1810

Гёте серьёзно занимался естественнонаучными вопросами, издал ряд работ: по сравнительной морфологии растений и животных, по физике (оптика и акустика), минералогии, геологии и метеорологии. Наибольшее историческое значение имеют морфологические исследования Гёте. Именно он ввёл сам термин «морфология». В труде «Опыт о метаморфозе растений» (1790) им были прослежены признаки сходства в устройстве различных органов растений. В области сравнительной анатомии животных Гёте принадлежит открытие межчелюстной кости у человека (1784, опубликована в 1820 году одновременно с другими анатомическими работами в мемуаре «Вопросы морфологии», где, в частности, изложены представления Гёте о том, что череп состоит из слившихся позвонков). Выраженное в работе «К теории цвета» несогласие Гёте с Исааком Ньютоном, открывшим сложный состав белого света, было ошибочным, но взгляды Гёте на теорию цветов сохраняют историческое значение, главным образом в области физиологии и психологии зрения.
Гёте внёс значимый вклад в разработку научной программы организма и разработку типологического метода.

## Гёте и масонство
Есть разные сведения о приёме в масоны Гёте: по одной версии он был посвящён в ложе «Amalia aux Trois Roses» ещё в 1770 г. в Страсбурге под влиянием Гердера; по другой — 23 июня 1780 г. в веймарской ложе «Амалия»; по третьей — имеется расписка «брата» Гёте от 11 февраля 1783 г., которая связана, скорее всего, с попытками объединения нескольких лож в «Национальную ложу Германии». По мнению некоторых исследователей причиной этому является его знакомство с философом и публицистом Иоганном Гердером. Известно письмо Гёте, написанное на следующий день возлюбленной, в котором он сообщает ей о подарке — паре белых перчаток, полученных во время обряда инициации. Гёте был горячим сторонником масонства до последних дней жизни, сочиняя для своей ложи гимны и речи. Обладая высочайшими степенями посвящения в системе строгого масонства, он тем не менее содействовал реформе Шредера, направленной на восстановление примата первых трёх универсальных степеней ордена. В 1813 году у гроба покойного брата Виланда поэт произнёс в масонском храме знаменитую речь «В память брата Виланда».
Роман «Годы учения Вильгельма Мейстера» (Wilhelm Meisters Lehrjahre) считается шедевром масонской литературы того времени.

## Отношение современников

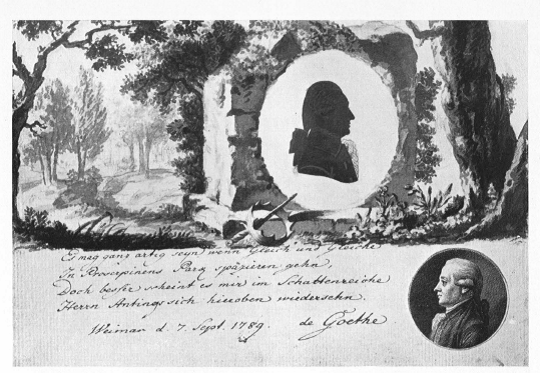
Силуэт Гёте и его автограф в альбоме И.-Ф. Антинга, 1789.

Отношение современников к Гёте было очень неровным. Наибольший успех выпал на долю «Вертера», хотя просветители в лице Лессинга, отдавая должное таланту автора, с заметной сдержанностью приняли роман как произведение, проповедующее безволие и пессимизм. «Ифигения» же не дошла до штюрмеров, в 1770-х гг. провозглашавших Гёте своим вождём. Гердер весьма негодовал, что его бывший ученик эволюционировал в сторону классицизма (см. его исполненную выпадов по адресу классицизма Гёте и Шиллера «Адрастею»). Большой интерес представляет отношение к Гёте романтиков. Они отнеслись к нему двояко. Погруженному в классический мир Гёте была объявлена жестокая война. Эллинизм, подсказывавший Гёте резкие выпады против христианства (в «Венецианских эпиграммах» Гёте заявляет, например, что ему противны четыре вещи: «табачный дым, клопы, чеснок и крест»; в «Коринфской невесте» христианство трактовано как мрачное, противное радостям земной жизни учение и пр.), был им враждебен. Зато автору «Гёца», «Вертера», «Фауста», сказок (сказка из «Бесед немецких эмигрантов», «Новая Мелузина», «Новый Парис») и особенно «Годов ученья Вильгельма Мейстера», Гёте-иррационалисту они поклонялись с исключительным благоговением. А. В. Шлегель писал о сказках Гёте как о «самых привлекательных из всех, какие когда-либо нисходили с небес фантазии на нашу убогую землю». В «Вильгельме Мейстере» романтики видели прообраз романтического романа. Техника тайны, загадочные образы Миньоны и Арфиста, Вильгельм Мейстер, живущий в атмосфере театрального искусства, опыт введения стихотворений в прозаическую ткань романа, роман как коллекция высказываний автора по различным вопросам — всё это находило в их лице восторженных ценителей. «Вильгельм Мейстер» послужил исходной точкой для «Штернбальда» Тика, «Люцинды» Фридриха Шлегеля, «Генриха фон Офтердингена» Новалиса.

Этот великан был министром в карликовом немецком государстве. Он никогда не мог двигаться свободно. О сидящем на троне Юпитере Фидия в Олимпии говорили, что если бы он когда-нибудь внезапно встал, он проломил бы головой крышу храма. Таким же точно было положение Гёте в Веймаре: если бы он когда-нибудь внезапно восстал из своего неподвижного покоя и выпрямился, то он пробил бы государственную крышу или, что ещё вероятнее, разбил бы себе о неё голову.
Генрих Гейне 

## Потомки Гёте
У Иоганна Вольфганга Гёте и его супруги Кристианы родилось пятеро детей. Дети, родившиеся после старшего сына Августа, не выжили: один ребёнок родился мёртвым, остальные умерли в течение нескольких дней или недель. У Августа родилось трое детей: Вальтер Вольфганг, Вольфганг Максимилиан и Альма. Август умер за два года до смерти своего отца в Риме. Его супруга Оттилия Гёте родила после смерти мужа от другого мужчины дочь Анну Сибиллу, которая умерла спустя год. Дети Августа и Оттилии не вступали в брак, поэтому род Гёте по прямой линии прервался в 1885 году. Сестра Иоганна Вольфганга Гёте Корнелия родила двоих детей (племянницы Гёте), их потомство (линия Николовиус) здравствуют сегодня.
|                    |                    |                    |                    |                    |                    |                    |                    |                    |                    |                    |                    |                    |                    |                    |                    |                           |                           | Фридрих Георг Гёте        |                           |                           |                           |                    |                    |                        |                        |                           |                           |                           |                           |                           |                           |                  |                  |                  |                  |                  |                  |              |              |                   |                   |                   |                   |                   |                   |
|                    |                    |                    |                    |                    |                    |                    |                    |                    |                    |                    |                    |                    |                    |                    |                    |                           |                           |                           |                           |                           |                           |                    |                    |                        |                        |                           |                           |                           |                           |                           |                           |                  |                  |                  |                  |                  |                  |              |              |                   |                   |                   |                   |                   |                   |
|                    |                    |                    |                    |                    |                    |                    |                    |                    |                    |                    |                    |                    |                    |                    |                    |                           |                           |                           |                           |                           |                           |                    |                    |                        |                        |                           |                           |                           |                           |                           |                           |                  |                  |                  |                  |                  |                  |              |              |                   |                   |                   |                   |                   |                   |
|                    |                    |                    |                    |                    |                    |                    |                    |                    |                    | 8 братьев и сестёр | 8 братьев и сестёр | 8 братьев и сестёр | 8 братьев и сестёр | 8 братьев и сестёр | 8 братьев и сестёр |                           |                           | Иоганн Каспар Гёте        | Иоганн Каспар Гёте        | Иоганн Каспар Гёте        | Иоганн Каспар Гёте        | Иоганн Каспар Гёте | Иоганн Каспар Гёте |                        |                        | Катарина Элизабет Текстор | Катарина Элизабет Текстор | Катарина Элизабет Текстор | Катарина Элизабет Текстор | Катарина Элизабет Текстор | Катарина Элизабет Текстор |                  |                  |                  |                  |                  |                  |              |              |                   |                   |                   |                   |                   |                   |
|                    |                    |                    |                    |                    |                    |                    |                    |                    |                    | 8 братьев и сестёр | 8 братьев и сестёр | 8 братьев и сестёр | 8 братьев и сестёр | 8 братьев и сестёр | 8 братьев и сестёр |                           |                           | Иоганн Каспар Гёте        | Иоганн Каспар Гёте        | Иоганн Каспар Гёте        | Иоганн Каспар Гёте        | Иоганн Каспар Гёте | Иоганн Каспар Гёте |                        |                        | Катарина Элизабет Текстор | Катарина Элизабет Текстор | Катарина Элизабет Текстор | Катарина Элизабет Текстор | Катарина Элизабет Текстор | Катарина Элизабет Текстор |                  |                  |                  |                  |                  |                  |              |              |                   |                   |                   |                   |                   |                   |
|                    |                    |                    |                    |                    |                    |                    |                    |                    |                    |                    |                    |                    |                    |                    |                    |                           |                           |                           |                           |                           |                           |                    |                    |                        |                        |                           |                           |                           |                           |                           |                           |                  |                  |                  |                  |                  |                  |              |              |                   |                   |                   |                   |                   |                   |
|                    |                    |                    |                    |                    |                    |                    |                    |                    |                    |                    |                    |                    |                    |                    |                    |                           |                           |                           |                           |                           |                           |                    |                    |                        |                        |                           |                           |                           |                           |                           |                           |                  |                  |                  |                  |                  |                  |              |              |                   |                   |                   |                   |                   |                   |
|                    |                    |                    |                    | Кристиана Вульпиус | Кристиана Вульпиус | Кристиана Вульпиус | Кристиана Вульпиус | Кристиана Вульпиус | Кристиана Вульпиус |                    |                    | Иоганн Вольфганг   | Иоганн Вольфганг   | Иоганн Вольфганг   | Иоганн Вольфганг   | Иоганн Вольфганг          | Иоганн Вольфганг          |                           |                           |                           |                           |                    |                    | Корнелия               | Корнелия               | Корнелия                  | Корнелия                  | Корнелия                  | Корнелия                  |                           |                           | невыжившие дети  | невыжившие дети  | невыжившие дети  | невыжившие дети  | невыжившие дети  | невыжившие дети  |              |              |                   |                   |                   |                   |                   |                   |
|                    |                    |                    |                    | Кристиана Вульпиус | Кристиана Вульпиус | Кристиана Вульпиус | Кристиана Вульпиус | Кристиана Вульпиус | Кристиана Вульпиус |                    |                    | Иоганн Вольфганг   | Иоганн Вольфганг   | Иоганн Вольфганг   | Иоганн Вольфганг   | Иоганн Вольфганг          | Иоганн Вольфганг          |                           |                           |                           |                           |                    |                    | Корнелия               | Корнелия               | Корнелия                  | Корнелия                  | Корнелия                  | Корнелия                  |                           |                           | невыжившие дети  | невыжившие дети  | невыжившие дети  | невыжившие дети  | невыжившие дети  | невыжившие дети  |              |              |                   |                   |                   |                   |                   |                   |
|                    |                    |                    |                    |                    |                    |                    |                    |                    |                    |                    |                    |                    |                    |                    |                    |                           |                           |                           |                           |                           |                           |                    |                    |                        |                        |                           |                           |                           |                           |                           |                           |                  |                  |                  |                  |                  |                  |              |              |                   |                   |                   |                   |                   |                   |
|                    |                    |                    |                    |                    |                    |                    |                    |                    |                    |                    |                    |                    |                    |                    |                    |                           |                           |                           |                           |                           |                           |                    |                    |                        |                        |                           |                           |                           |                           |                           |                           |                  |                  |                  |                  |                  |                  |              |              |                   |                   |                   |                   |                   |                   |
| Оттилия фон Погвиш | Оттилия фон Погвиш | Оттилия фон Погвиш | Оттилия фон Погвиш | Оттилия фон Погвиш | Оттилия фон Погвиш |                    |                    | Август             | Август             | Август             | Август             | Август             | Август             |                    |                    | четыре невыживших ребёнка | четыре невыживших ребёнка | четыре невыживших ребёнка | четыре невыживших ребёнка | четыре невыживших ребёнка | четыре невыживших ребёнка |                    |                    | Катарина Элизабет Юлия | Катарина Элизабет Юлия | Катарина Элизабет Юлия    | Катарина Элизабет Юлия    | Катарина Элизабет Юлия    | Катарина Элизабет Юлия    |                           |                           | Мария Анна Луиза | Мария Анна Луиза | Мария Анна Луиза | Мария Анна Луиза | Мария Анна Луиза | Мария Анна Луиза |              |              | Людвиг Николовиус | Людвиг Николовиус | Людвиг Николовиус | Людвиг Николовиус | Людвиг Николовиус | Людвиг Николовиус |
| Оттилия фон Погвиш | Оттилия фон Погвиш | Оттилия фон Погвиш | Оттилия фон Погвиш | Оттилия фон Погвиш | Оттилия фон Погвиш |                    |                    | Август             | Август             | Август             | Август             | Август             | Август             |                    |                    | четыре невыживших ребёнка | четыре невыживших ребёнка | четыре невыживших ребёнка | четыре невыживших ребёнка | четыре невыживших ребёнка | четыре невыживших ребёнка |                    |                    | Катарина Элизабет Юлия | Катарина Элизабет Юлия | Катарина Элизабет Юлия    | Катарина Элизабет Юлия    | Катарина Элизабет Юлия    | Катарина Элизабет Юлия    |                           |                           | Мария Анна Луиза | Мария Анна Луиза | Мария Анна Луиза | Мария Анна Луиза | Мария Анна Луиза | Мария Анна Луиза |              |              | Людвиг Николовиус | Людвиг Николовиус | Людвиг Николовиус | Людвиг Николовиус | Людвиг Николовиус | Людвиг Николовиус |
|                    |                    |                    |                    |                    |                    |                    |                    |                    |                    |                    |                    |                    |                    |                    |                    |                           |                           |                           |                           |                           |                           |                    |                    |                        |                        |                           |                           |                           |                           |                           |                           |                  |                  |                  |                  |                  |                  |              |              |                   |                   |                   |                   |                   |                   |
|                    |                    |                    |                    |                    |                    |                    |                    |                    |                    |                    |                    |                    |                    |                    |                    |                           |                           |                           |                           |                           |                           |                    |                    |                        |                        |                           |                           |                           |                           |                           |                           |                  |                  |                  |                  |                  |                  |              |              |                   |                   |                   |                   |                   |                   |
| Вальтер            | Вальтер            | Вальтер            | Вальтер            | Вальтер            | Вальтер            |                    |                    | Вольфганг          | Вольфганг          | Вольфганг          | Вольфганг          | Вольфганг          | Вольфганг          |                    |                    | Альма                     | Альма                     | Альма                     | Альма                     | Альма                     | Альма                     |                    |                    |                        |                        |                           |                           |                           |                           |                           |                           |                  |                  |                  |                  | девять детей     | девять детей     | девять детей | девять детей | девять детей      | девять детей      |                   |                   |                   |                   |

## Дальние родственники Иоганна Вольфганга фон Гёте
У отца Иоганна Вольфганга фон Гёте был старший единокровный брат Герман Якоб Гёте (1697—1761) от первого брака его деда Фридриха Георга Гёте. В 1722 году он женился на Сюзанне Элизабет Хоппе (1704—1778), от которой у него было семеро детей, среди который была дочь Корнелия, которая впоследствии стала предком знаменитого учёного Иоганна Августа Штренга (1830—1897), в честь которого был назван минерал Штренгит. Корнелия Гёте была дочерью Германа Якоба Гёте и приходилась племянницей Иоганну Каспару Гёте. В 1749 году Корнелия Гёте вышла замуж за купца Ульриха Томаса Штренга, когда Иоганн Вольфганг фон Гёте появился на свет.

### Потомки Корнелии Гёте
1. Иоганн Людвиг Штренг (1754—1817) — купец
2. Иоганнес Штренг (1780—1843) — купец
3. Иоганн Август Штренг (1830—1897) — минералог, химик и учёный.

## Двоюродные братья и сёстры Иоганна Вольфганга фон Гёте

### Дети Германа Якоба Гёте
- Анна Элизабет Гёте (1724—1755)
- Корнелия Гёте (1726—1799) — в 1749 году вышла замуж за купца Ульриха Томаса Штренга (1712—1777)
- Иоганн Фридрих Гёте (1728—1733)
- София Маргарета Гёте (1731—1761) — вышла замуж за Эренрайха Райхарда (1712—1788)
- Иоахим Гёте (1732—1733)
- Сабина Маргарета Гёте (1734—1798) — вышла замуж за Симона Фридриха Кистнера (1722—1780)
- Иоганн Каспар Гёте (1737—1742)

### Дети Иоганна Георга Гёте
- Георг Гёте II (1745—1786)
- Генрих Гёте (1747—1791)

## Награды
- Кавалер Большого креста ордена Почётного легиона (Франция)
- Кавалер ордена Святой Анны 1-й ст. (Российская империя)
- Кавалер Командорского креста австрийского императорского ордена Леопольда (Австрия)
- Кавалер Большого креста ордена «за бдительность» (Саксония)
- Кавалер офицерского креста французского Почётного легиона (Франция)
- Кавалер Большого креста ордена Гражданских заслуг Баварской короны (1827) (Бавария)

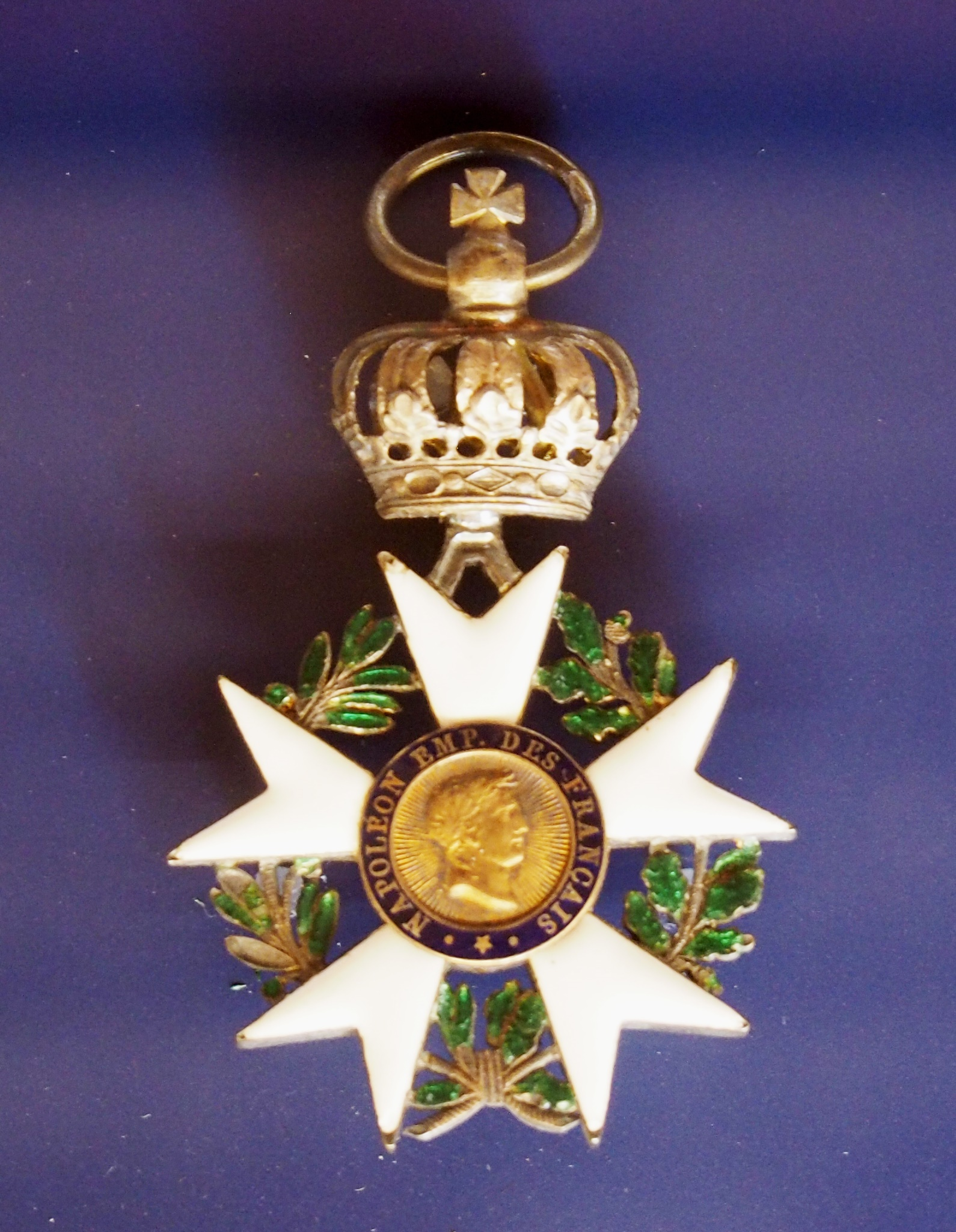
Большой крест ордена Почётного легиона (Франция) 1808
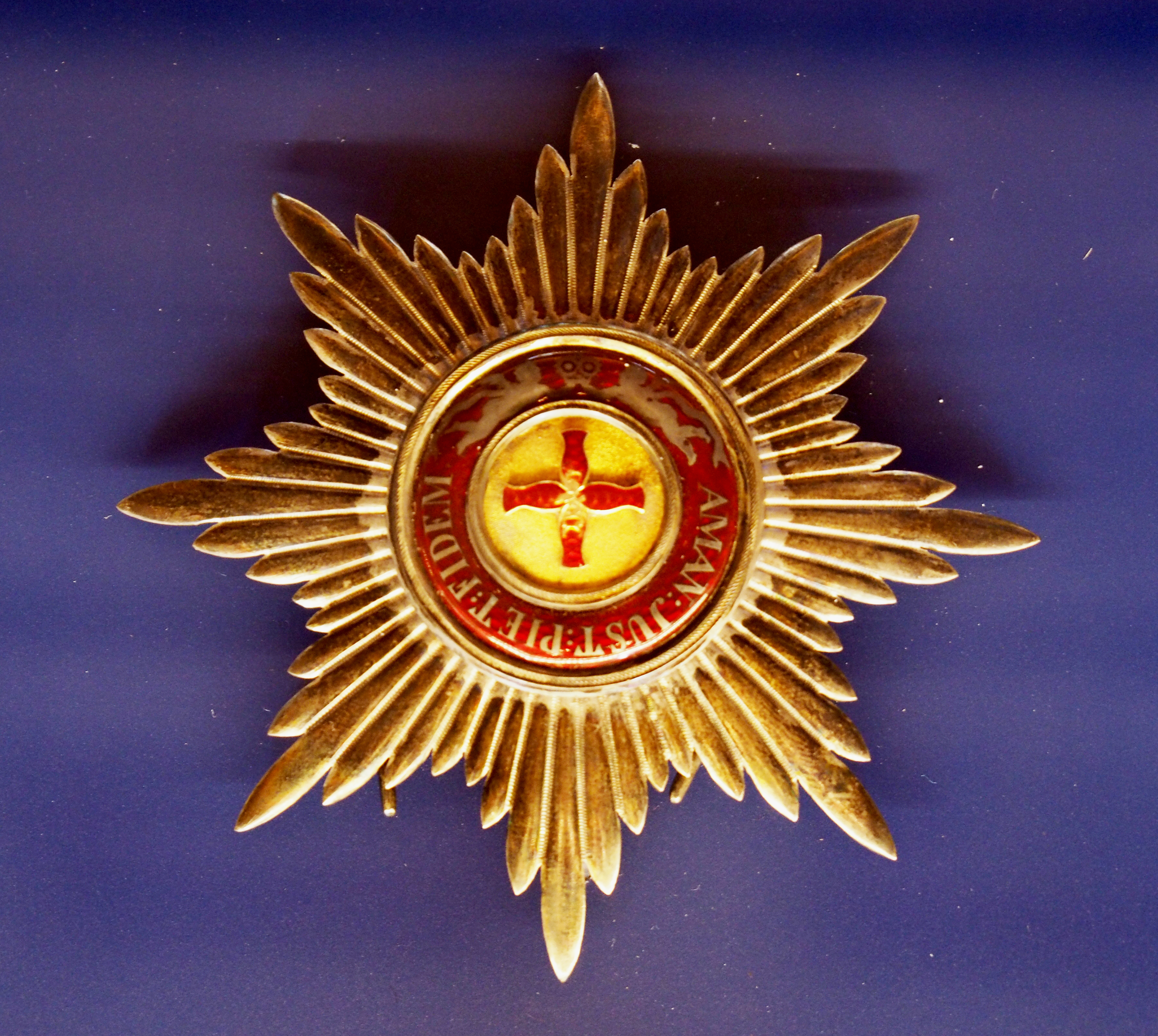
Орден Святой Анны 1-й ст. (Российская империя)
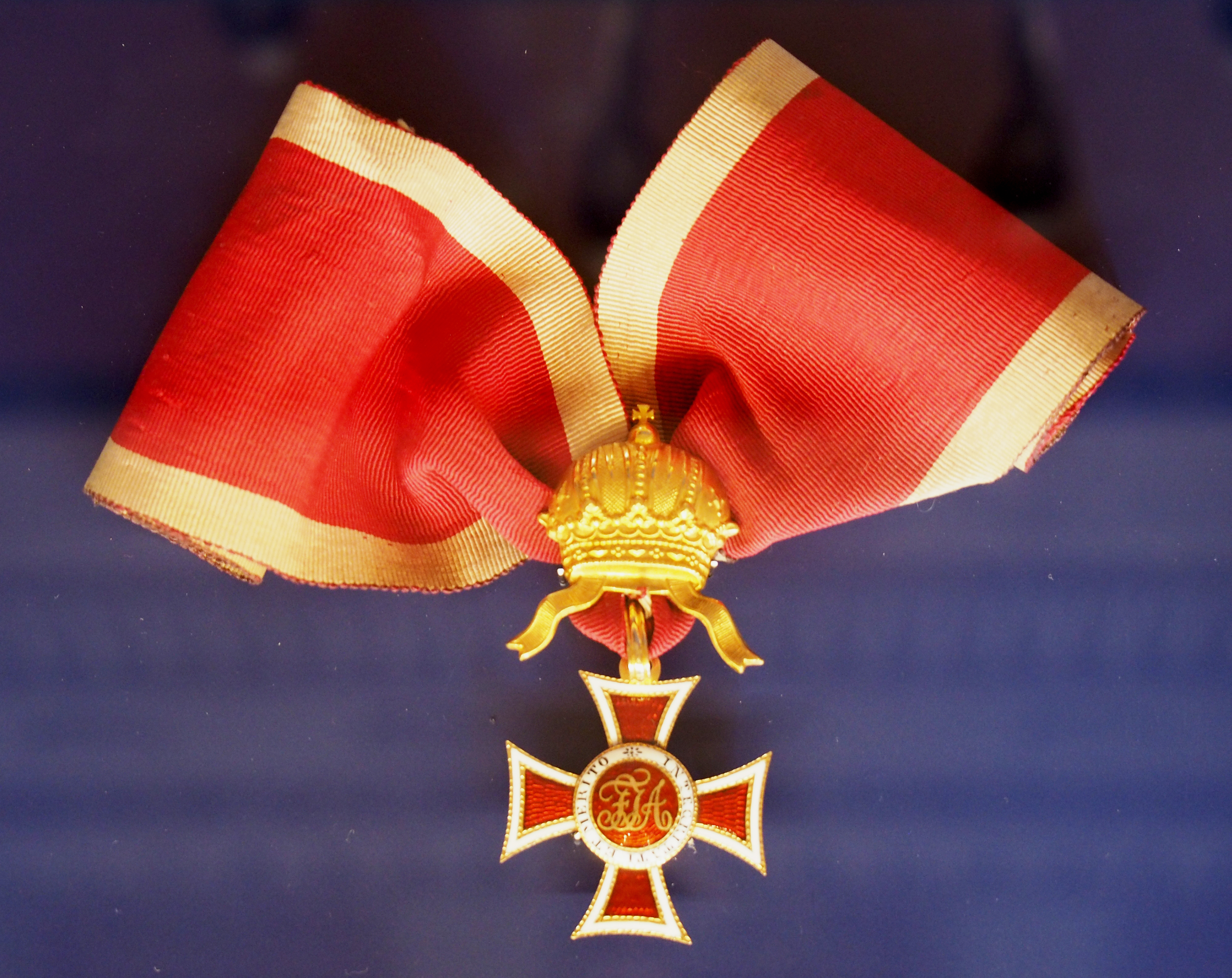
Командорский крест австрийского императорского ордена Леопольда (Австрия)
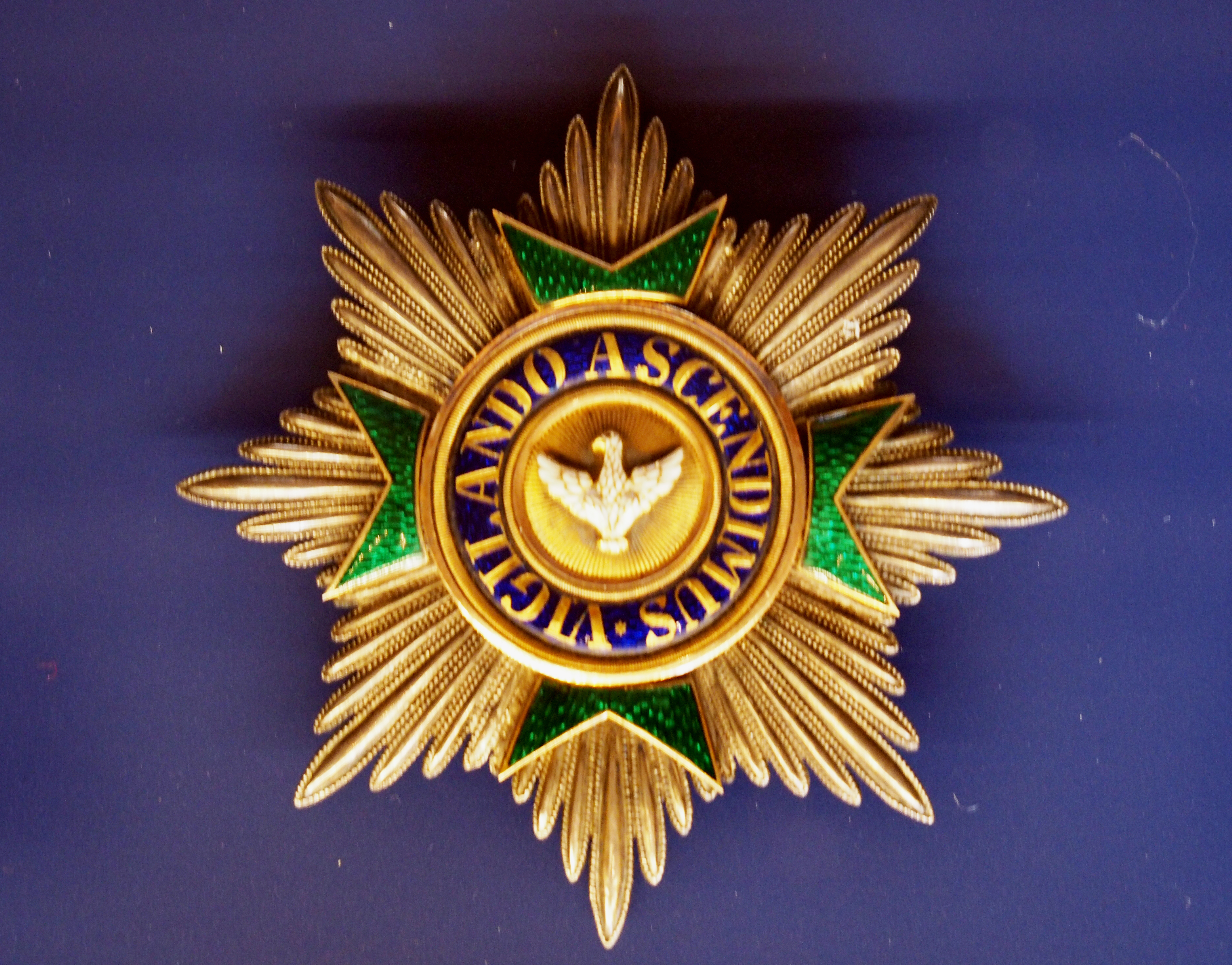
Кавалер Большого креста ордена «За бдительность» (Саксония)
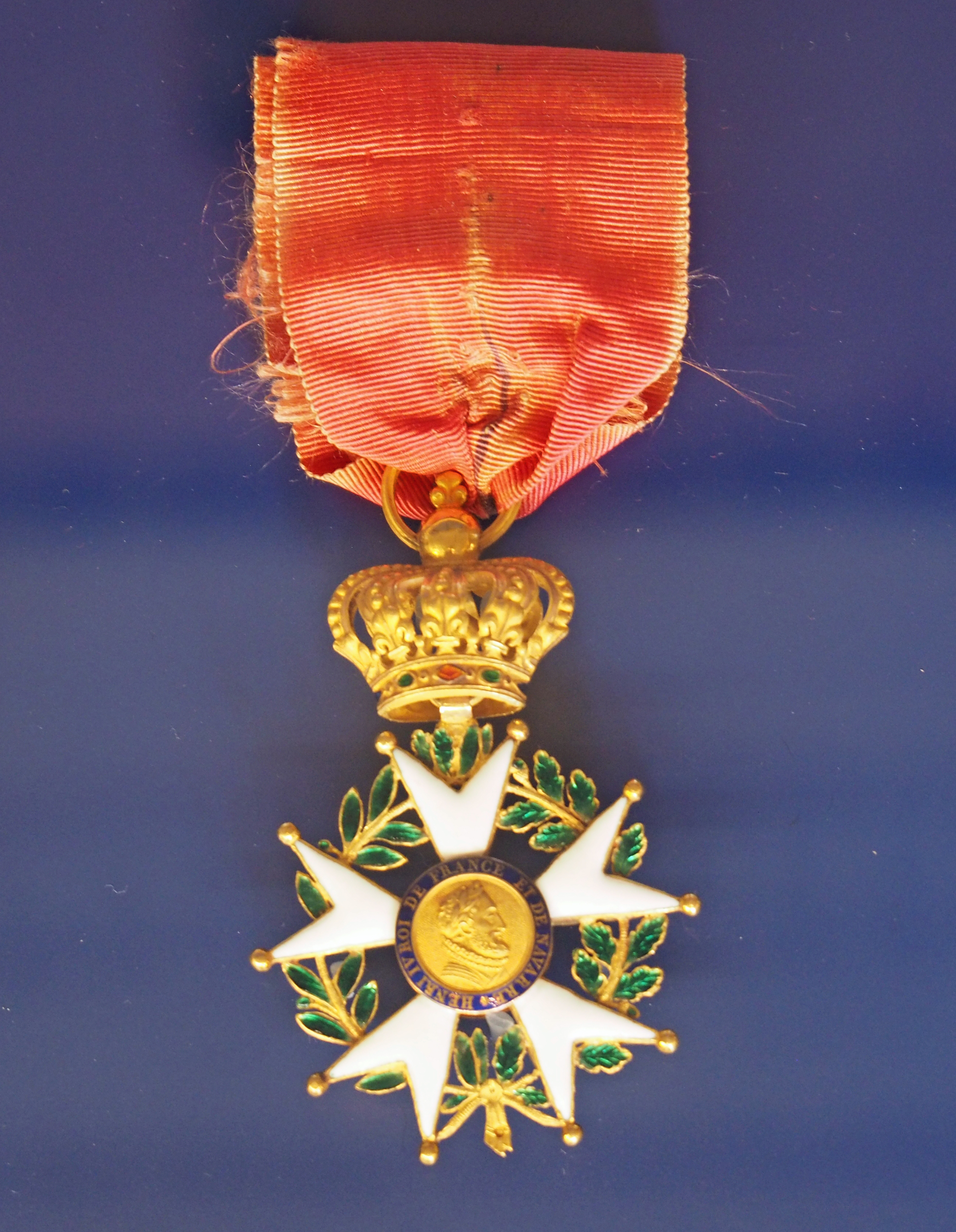
Офицерский крест французского ордена Почётного легиона
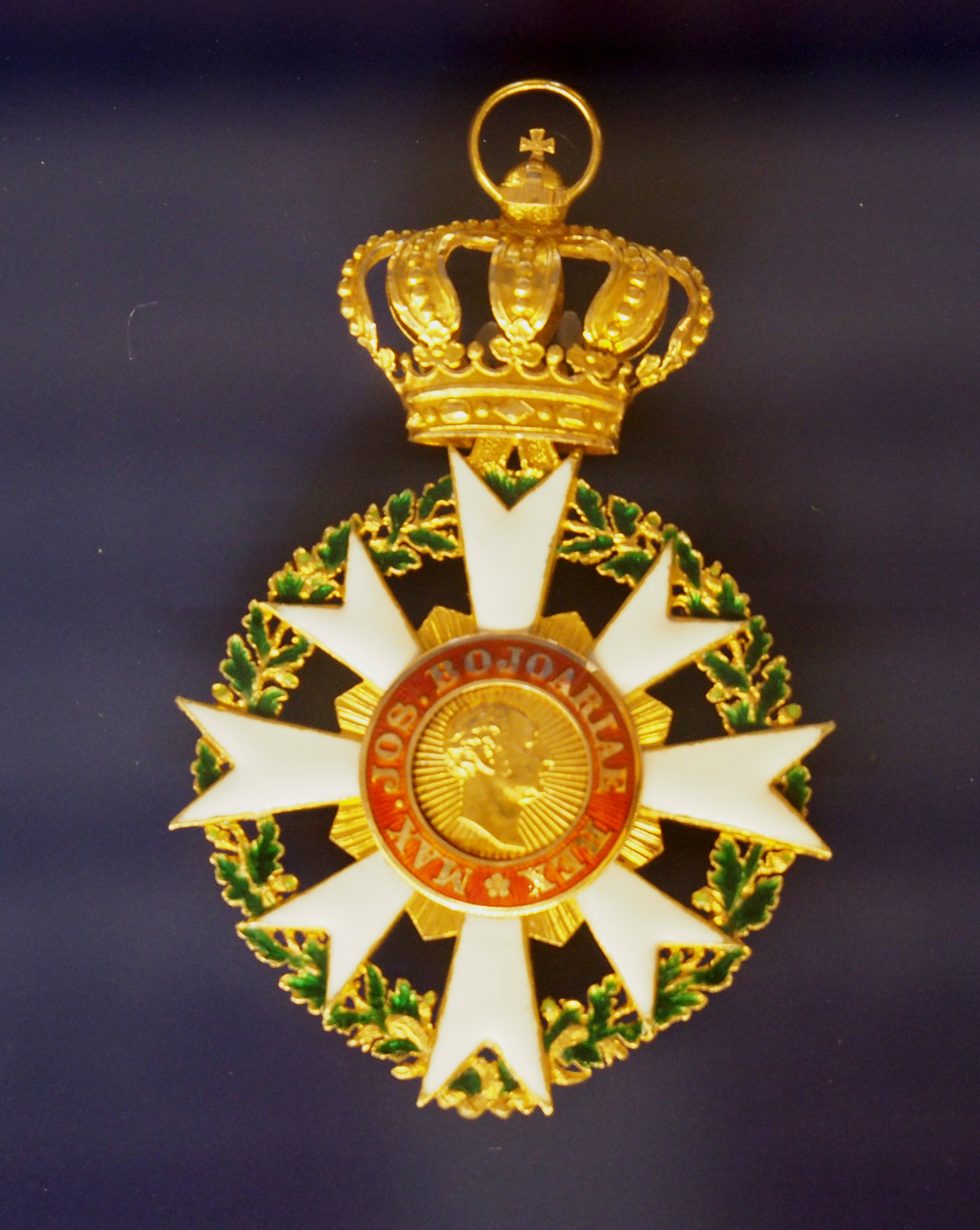
Большой крест ордена Гражданских заслуг Баварской короны (1827)

## В России о Гёте

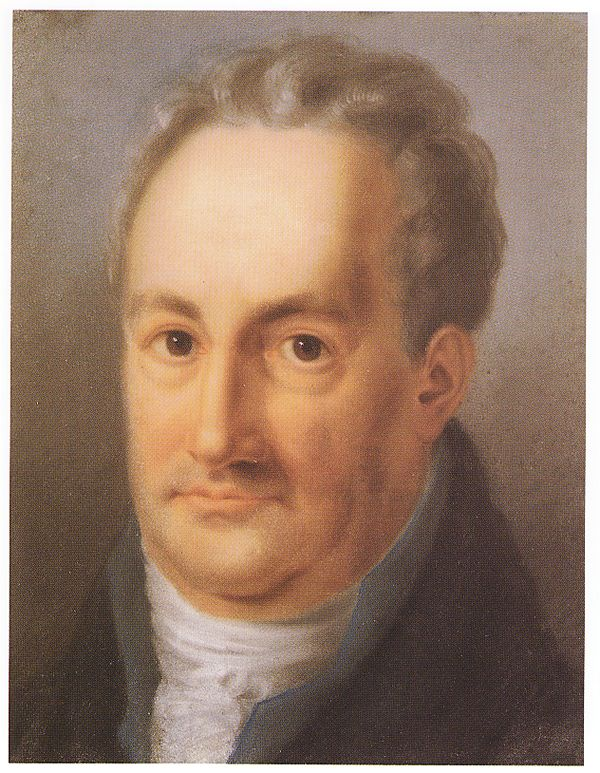
Портрет Гёте кисти Луизы Зейдлер (1811)

В России интерес к Гёте проявился уже в конце XVIII в. Первым произведением Гёте, появившимся в русском переводе в 1780 году, является юношеская драма в прозе «Клавиго» (переводчик О. П. Козодавлев). В 1781 году о нём заговорили как об авторе «Вертера», нашедшего и в России восторженных читателей. Первый перевод «Вертера» на русский язык сделан в 1781 году (переводчик Ф. Галченков, переиздан в 1794 и 1796 гг.) и в 1798 году (переводчик И. Виноградов). Радищев в своём «Путешествии» признаётся, что чтение «Вертера» исторгло у него радостные слёзы. Новиков, говоря в «Драматическом словаре» (1787) о крупнейших драматургах Запада, включает в их число Гёте, которого характеризует как «славного немецкого автора, который написал отличную книгу, похваляемую повсюду, — „Страдания молодого Вертера“». В 1801 году появилось подражание роману Гёте — «Российский Вертер». Русские сентименталисты (Карамзин и др.) испытали на своём творчестве заметное влияние молодого Гёте. В эпоху Пушкина интерес к Гёте углубляется, ценить начинают также творчество зрелого Гёте («Фауст», «Вильгельм Мейстер» и др.).
Романтики (Веневитинов и др.), группировавшиеся вокруг «Московского вестника», ставят своё издание под покровительство немецкого поэта (который прислал им даже сочувственное письмо), видят в Гёте учителя, создателя романтической поэтики. С кружком Веневитинова в поклонении Гёте сходился Пушкин, благоговейно отзывавшийся об авторе «Фауста» (см. книгу Розова В. Гёте и Пушкин. — Киев, 1908). Василий Жуковский высоко ценил Гёте и дважды встречался с ним в Германии.
Споры, поднятые младогерманцами вокруг имени Гёте, не прошли в России незамеченными. В конце 1830-х гг. появляется на русском языке книга Менцеля «Немецкая литература», дающая отрицательную оценку литературной деятельности Гёте. В 1840 году Белинский, находившийся в это время, в период своего гегельянства, под влиянием тезисов о примирении с действительностью, публикует статью «Менцель, критик Гёте», в которой характеризует нападки Менцеля на Гёте как «дерзкие и наглые». Он объявляет вздорным исходный пункт критики Менцеля — требование, чтобы поэт был борцом за лучшую действительность, пропагандистом освободительных идей. Позднее, когда его увлечение гегельянством прошло, он уже признаёт, что «в Гёте не без основания порицают отсутствие исторических и общественных элементов, спокойное довольство действительностью как она есть» («Стихотворения М. Лермонтова», 1841), хотя и продолжает считать Гёте «великим поэтом», «гениальной личностью», «Римские элегии» — «великим созданием великого поэта Германии» («Римские элегии Гёте, перевод Струговщикова», 1841), «Фауста» — «великой поэмой» (1844) и т. п. Интеллигенция 1860-х гг. не испытывала к Гёте особых симпатий. Шестидесятникам была понятна нелюбовь младогерманцев к Гёте, отрёкшемуся от борьбы с феодализмом. Характерно заявление Чернышевского: «Лессинг ближе к нашему веку, чем Гёте» («Лессинг», 1856). Для большинства русских писателей второй половины XIX в. Гёте — неактуальная фигура. Резко отрицательно оценивал творчество Гёте Л. Н. Толстой (за исключением «Германа и Доротеи» и «Вертера»). Зато, помимо уже упомянутых поэтов пушкинской поры, Гёте увлекались Фет (переведший «Фауста», «Германа и Доротею», «Римские элегии» и др.), Майков (перевёл «Алексис и Дора» и «Поэт и цветочница»), Алексей Толстой (перевёл «Коринфскую невесту», «Бог и баядера») и особенно Тютчев (перевёл стихотворения из «Вильгельма Мейстера», балладу «Певец» и др.), испытавший на своём творчестве очень заметное влияние Гёте. Символисты возрождают культ Гёте, провозглашают его одним из своих учителей-предшественников. При этом Гёте-мыслитель пользуется не меньшим вниманием, чем Гёте-художник. В. Иванов заявляет: «В сфере поэзии принцип символизма, некогда утверждаемый Гёте, после долгих уклонов и блужданий, снова понимается нами в значении, которое придавал ему Гёте, и его поэтика оказывается в общем нашею поэтикою последних лет».
Эквиритмические переводы текстов Гёте к песням Ф. Шуберта были последней переводческой работой М.Цветаевой. «Фауст» являлся одной из любимых книг В. И. Ленина.

### Переводчики Гёте на русский язык
- Аксаков, Константин Сергеевич
- Бабанов, Игорь Евгеньевич
- Богатырёв, Константин Петрович
- Бродский, Давид Григорьевич
- Брюсов, Валерий Яковлевич
- Бугаевский, Владимир Александрович
- Веневитинов, Дмитрий Владимирович
- Вильмонт, Николай Николаевич
- Витковский, Евгений Владимирович
- Вольпин, Надежда Давыдовна
- Востоков, Александр Христофорович
- Вронченко, Михаил Павлович
- Габричевский, Александр Георгиевич
- Гинзбург, Лев Владимирович
- Глоба, Андрей Павлович
- Големба, Александр
- Грибоедов, Александр Сергеевич
- Григорьев, Аполлон Александрович
- Губер, Эдуард Иванович
- Дейч, Александр Иосифович
- Дельвиг, Антон Антонович
- Жуковский, Василий Андреевич
- Заболоцкий, Николай Алексеевич
- Заходер, Борис Владимирович
- Заяицкий, Сергей Сергеевич
- Касаткина, Наталья Григорьевна
- Кочетков, Александр Сергеевич
- Кузмин, Михаил Алексеевич
- Левик, Вильгельм Вениаминович
- Лермонтов, Михаил Юрьевич
- Лозинский, Михаил Леонидович
- Ман, Наталия
- Маршак, Самуил Яковлевич
- Миримский, Израиль Владимирович
- Михайлов, Михаил Ларионович
- Михайлов, Александр Викторович
- Ошеров, Сергей Александрович
- Парин, Алексей Васильевич
- Парнах, Валентин Яковлевич
- Пастернак, Борис Леонидович
- Пеньковский, Лев Минаевич
- Рождественский, Всеволод Александрович
- Соловьёв, Сергей Михайлович (поэт)
- Станевич, Вера Оскаровна
- Струговщиков, Александр Николаевич
- Толстой, Лев Николаевич
- Толстой, Алексей Константинович
- Топоров, Виктор Леонидович
- Тургенев, Иван Сергеевич
- Тютчев, Фёдор Иванович
- Усов, Дмитрий Сергеевич
- Фет, Афанасий Афанасьевич
- Фёдоров, Андрей Венедиктович
- Холодковский, Николай Александрович
- Цветаева, Марина Ивановна
- Чухонцев, Олег Григорьевич
- Шервинский, Сергей Васильевич
- Ярхо, Григорий Исаакович

## Память

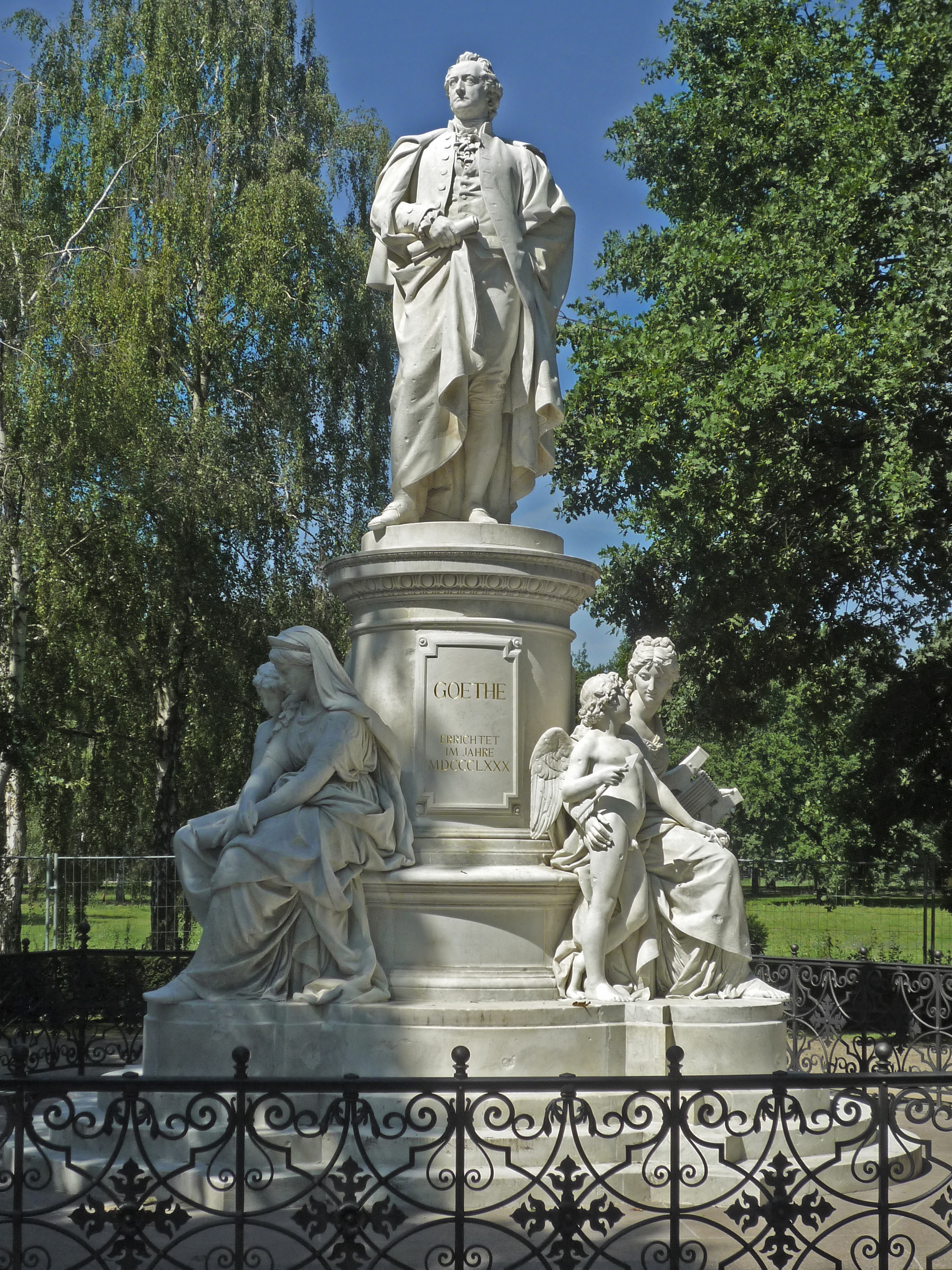
Памятник Гёте работы Фрица Шапера в берлинском Тиргартене

- В честь Гёте названы кратер на Меркурии и минерал гётит.
- В честь героини поэмы Гёте — West-östlicher Diwan назван астероид (563) Зулейка, открытый в 1905 году.
- В ГДР был изображён на банкноте в 20 марок.
- В Санкт-Петербурге установлен бюст литератора. В Швейцарии, в городе Дорнах, построено здание, названное в честь Гёте — Гётеанум, являющееся центром Антропософского движения, названного исследователем наследия Гёте и основателем антропософии, Рудольфом Штейнером «гётеанством[нем.] XX века»[58], и объявленное памятником архитектуры.
- В 2010 году в Германии вышел художественный фильм «Goethe!» режиссёра Филиппа Штёльцля. В роли Иоганна Гёте снялся немецкий актёр театра и кино Александр Фелинг.
- В 2014 году немецкий скульптор-концептуалист Оттмар Хёрль сделал инсталляцию из четырёхсот скульптур Иоганна Гёте в родном городе Гёте к 100-летию со дня рождения Университета Гёте во Франкфурте.